# Bastide (ville)
Pour les articles homonymes, voir Bastide.
Le mot bastide (en latin et en occitan : bastida) désigne, dans le sud-ouest du royaume de France au Moyen Âge, notamment dans le comté de Toulouse et le duché d'Aquitaine, une « ville neuve » fondée par une autorité féodale (dans certains cas par le roi de France) qui la dote d'une charte municipale permettant aux habitants de s'administrer grâce à un conseil élu et construite selon des normes architecturales caractéristiques (remparts, plan régulier avec une place centrale entourée d'arcades, etc.). 

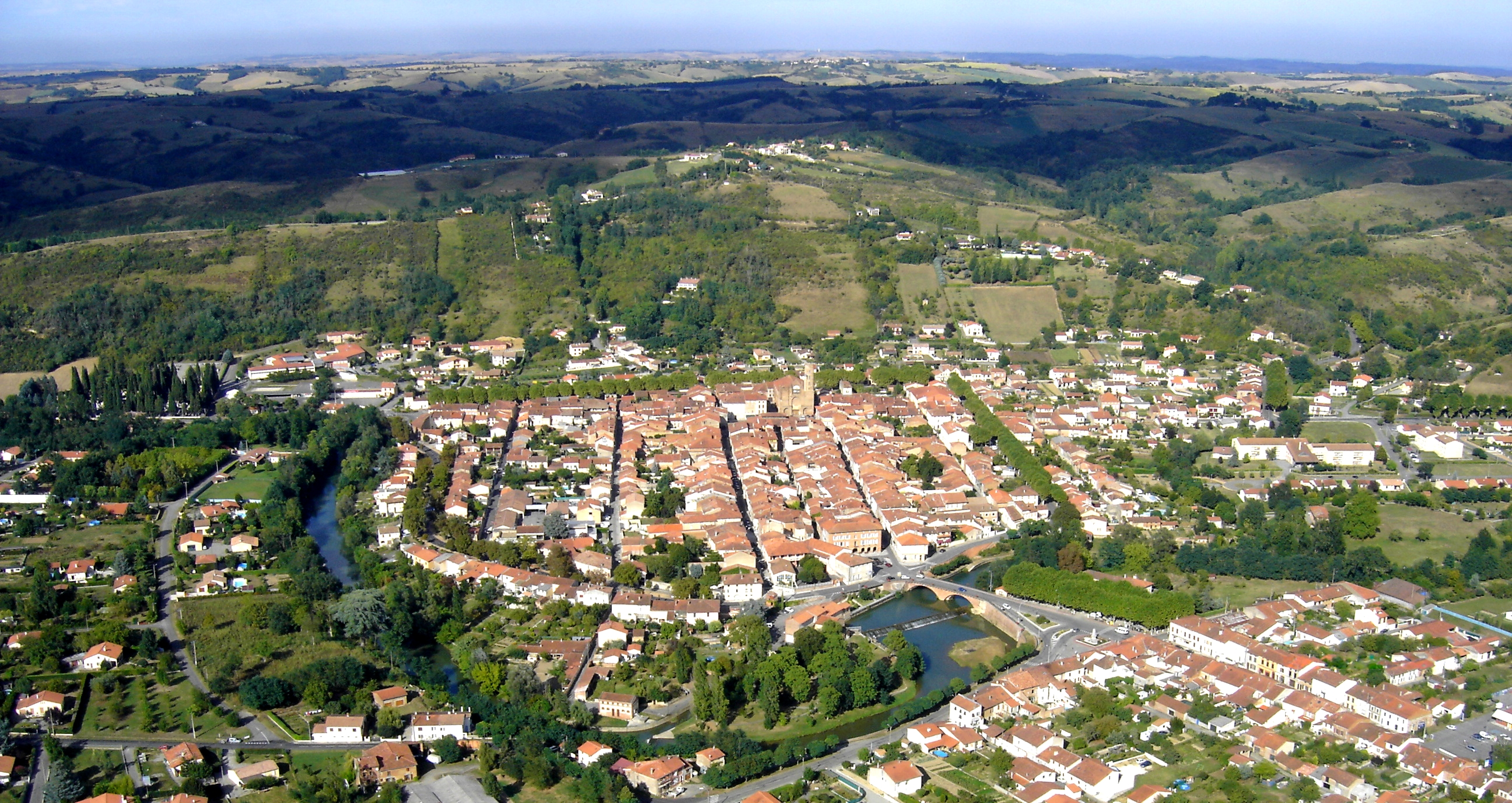
Vue aérienne de la bastide de Montesquieu-Volvestre (Haute-Garonne).

Les bastides, dont le nombre est évalué entre trois cents et cinq cents, sont principalement créées entre 1222 et 1373, c'est-à-dire entre la fin de la croisade des Albigeois (1209-1229) et le début de la guerre de Cent Ans (1337-1453). Elles se trouvent presque toutes dans quatorze des actuels départements français. Il s'agit d'un phénomène unique à l'échelle de l'Europe, qui marque aujourd'hui encore la vie urbaine des régions Nouvelle-Aquitaine et Occitanie, notamment sur le plan touristique.
Un facteur de la fondation de nombreuses bastides est le conflit entre les rois de France de la maison capétienne et les ducs d'Aquitaine de la maison Plantagenêt, qui depuis 1154 sont aussi rois d'Angleterre.
Ces fondations répondent à un certain nombre de caractéristiques d'ordre politique, mais aussi d'ordre économique, dans le contexte de l’essor urbain considérable de l'Europe occidentale à partir du XIe siècle.

## Définitions

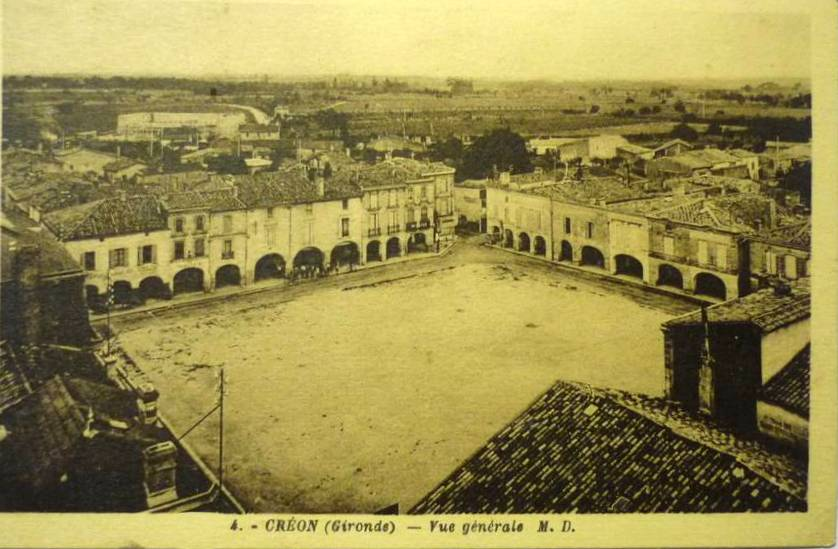
La place centrale de la bastide de Créon (Gironde).

Étymologiquement, le mot bastide vient du latin médiéval bastida, repris tel quel en occitan, qui a trois sens. Le premier est provençal et désigne une construction en pierre à l’époque où l’habitat usuel était encore largement en bois voire en terre selon les régions. Dans ce sens de « construction en pierre », le terme a pris une connotation militaire, désignant un petit ouvrage défensif (à l'origine des mots français « bastion » et « bastille »).
En Gascogne, en Guyenne et en Languedoc, bastida désigne d'abord un village ou une ville construits sur un plan particulier. C'est dans les années 1220 qu'il prend le sens de « ville neuve » par le biais de l'expression bastida sine populatione, c'est-à-dire « bastide sans population (préalable) ».
Ainsi les grandes caractéristiques des bastides sont :
- une ville ou un village sur un terrain octroyé par un seigneur laïc ou religieux dans un contrat de paréage[pas clair] ;
- un plan original sur la base d'un modèle unique en Europe ;
- l'existence d'un acte fondateur et/ou de textes originels ;
- un projet politique fondé notamment sur l’égalité des habitants, leur autonomie pour l'administration et la police de la ville, équivalent d'une charte de franchise municipale.

Généralement les bastides sont des constructions a novo sine populatione, mais leur implantation n’est pas nécessairement réalisée sur un territoire vierge. Dans certains cas, il peut s’agir d’un hameau déjà existant comme l’évoque l’historien Alcide Curie-Seimbres ou d’une extension urbaine comme à Libourne ou à Carcassonne.
Ces fondations répondent à certaines caractéristiques communes et originales d'ordre politique, économique et urbain, dans le contexte de l’essor urbain exceptionnel en Europe dans la seconde partie du Moyen Âge après l’An Mil qui induit un essor démographique important et aussi une velléité d'autonomie de la part des habitants des villes au regard des pouvoirs locaux, laïcs comme religieux.
Ces nouvelles communautés sont établies sur la base d’une charte octroyée par le ou les suzerains fondateurs, qui détermine préalablement les droits et obligations des habitants, en particulier celui de s’administrer librement notamment avec un consulat. Le plan de la ville est préalablement tracé avant que les lots soient commercialisés auprès des populations alentour, invitées à rejoindre un projet fondé notamment sur l’égalité et l’allègement du poids de la structure féodale laïque ou religieuse. Les habitants auront droit de basse justice, droit à avoir une compagnie de gens d’armes, droit de fixer leurs impôts... Une autre innovation est liée au développement de l’accès à la propriété individuelle pour des populations qui pour une part viennent du milieu rural où le servage dominait et où la notion n'existait quasiment pas.
Bon nombre de ces bastides ne furent jamais achevées et certaines restèrent même embryonnaires, mais le modèle a perduré malgré les modifications effectuées au cours des siècles, ce qui prouve leur intérêt au-delà de l’urbanisme et de l’architecture. Pour appréhender ce que fut la bastide dans son projet initial, il convient d’avoir une approche rigoureuse, notamment sur la base de l’analyse de plans cadastraux et des chartes et documents de fondation quand ils existent afin de faire fi des transformations ultérieures qui en gênent la lecture. L’architecture des bastides que l’on peut désormais voir, pour intéressante qu’elle soit, n’est en rien celle d’origine, car les constructions étaient majoritairement en bois, pour des raisons de coût et de rapidité de mise en œuvre. L’architecture en pierre, pour une large part du XVIe siècle, n’est en rien spécifique aux bastides mais relève du style local ce qui n’en ôte pas l’intérêt.
Par ailleurs, la notion de bastide est fortement identitaire et la qualification est aujourd’hui aussi devenue un enjeu touristique ainsi qu'économique ce qu’il faut aussi prendre en compte pour une approche aussi scientifique que possible d’un phénomène qui reste unique au monde et pour une large part non expliqué.
On peut citer, parmi les bastides les plus caractéristiques ou les mieux conservées du point de vue architectural, Monflanquin, Monpazier, Grenade, Mirande, mais aussi Libourne et Carcassonne (ville basse).

## Historiographie
L’analyse de la réalisation des bastides peut être envisagée sous plusieurs angles[pas clair] : historique et politique, sociologique et économique, urbanistique et architecturale. Les facteurs sont nombreux et sont à prendre en compte dans le contexte géographique et historique, culturel, religieux et linguistique de l’époque.
Au XIXe siècle, commence l'étude historique des bastides. L'historien Félix de Verneilh définit les bastides comme : «… des villes neuves bâties tout d'un coup, en une seule fois, sous l'empire d'une seule volonté…». Alcide Curie-Seimbres reprendra cette définition en la précisant : « Les bastides furent toutes fondées a novo, d'un seul jet, à une date précise, sur un plan préconçu, généralement uniforme, et cela dans la période d'une centaine d'années (1250-1350)». Enfin, pour Odon de Saint-Blanquat, «une ville est une bastide quand les textes relatifs à sa fondation la qualifient ainsi» (1941). Le travail important de l’historien médiéviste Charles Higounet (1911-1988) est venu compléter ces premières approches.
L’analyse urbanistique s’est ensuite développée à partir notamment des travaux de Philippe Paneraï et François-Xavier Tassel. Les approches plus psychosociologiques des travaux de Patrick Fraysse et de Florence Pujol apportent des éclairages significatifs sur le phénomène.
Le Centre d’étude des bastides de Villefranche-de-Rouergue avec ses cahiers reste incontournable[réf. nécessaire] pour recueillir et diffuser les études qui continuent sur le sujet.
Pour essayer de comprendre le phénomène des bastides, unique à l'échelle de l'Europe, il convient de dépasser la seule analyse géo-historique descriptive[pas clair], voire l'analyse urbaine typo-morphologique et d'aborder le contexte culturel, économique et surtout politique et religieux. Par exemple, le roi Louis IX fait construire en même temps une bastide à Carcassonne et une ville nouvelle sur le modèle gallo-romain à Aigues-Mortes.

## Une forme urbaine innovante

### Une forme urbaine préalablement déterminée

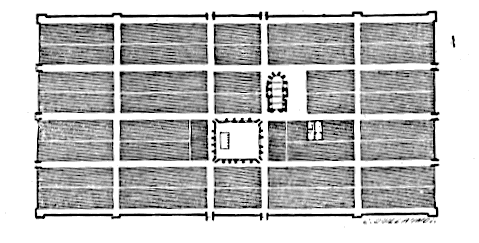
Plan type de la bastide Monpazier - Dordogne.

Le plan de la bastide est une forme urbaine innovante alors que le tracé orthogonal de ses voies laisserait penser aux formes urbaines grecques puis romaines et gallo-romaines. Le modèle imaginé par Hippodamos pour Milet s’organise autour d’un vaste espace central entouré des équipements publics, cultuels, culturels, sanitaires et sportifs. Ce modèle est en lien avec une philosophie qui depuis Pythagore doit se traduire dans l’espace comme l’indique Aristote et s’articuler sur la pratique. La gestion des affaires de la Cité comme le propose Platon doit être démocratique. La pensée de Pythagore inspire une certaine approche des choses où tout est nombre et doit être harmonieux si l’on respecte les principes de la géométrie que plus tard les maîtres d’œuvre appelleront l’art du trait. Cet art du trait là aujourd’hui classé comme patrimoine mondial par l’UNESCO n’est en rien ésotérique, et est la base de la mise en œuvre des tracés régulateurs.
La ville romaine est délimitée par une enceinte symbolique comme l’attestent les différents versions du mythe de la création de Rome. Cette enceinte est percée de portes orientées vers les quatre points cardinaux et d’elles partent les deux axes majeurs qui vont structurer l’espace : le cardo et le decumanus majores. À l’intersection de ces deux axes, le forum qui est bordé par les bâtiments publics et les édifices religieux. C’est là aussi que sont déposés les éléments mémoriels comme les trophées ramenés des campagnes militaires ou construits des arcs de triomphe. L’ensemble des villes construites à mesure de l’avancée de l’Empire est sur le même modèle et exprime l’avancée de la civilisation romaine, la civilisation de la civis, de la cité. Ces villes sont tracées par des agrimensores, des arpenteurs qui sont aussi des prêtres qui utilisent pour ce faire une groma. Cependant l’espace urbain n’est pas loti comme cela va être le cas pour les bastides. Ce modèle sera aussi celui des Chinois à partir de la dynastie des Tang (VIIe et XIe siècles) et dont l’archétype est Chang'an. Ce modèle est inspiré de la Cité idéale du Zhou Li dû à l’architecte et « urbaniste » Yu Wenkai (555-612).

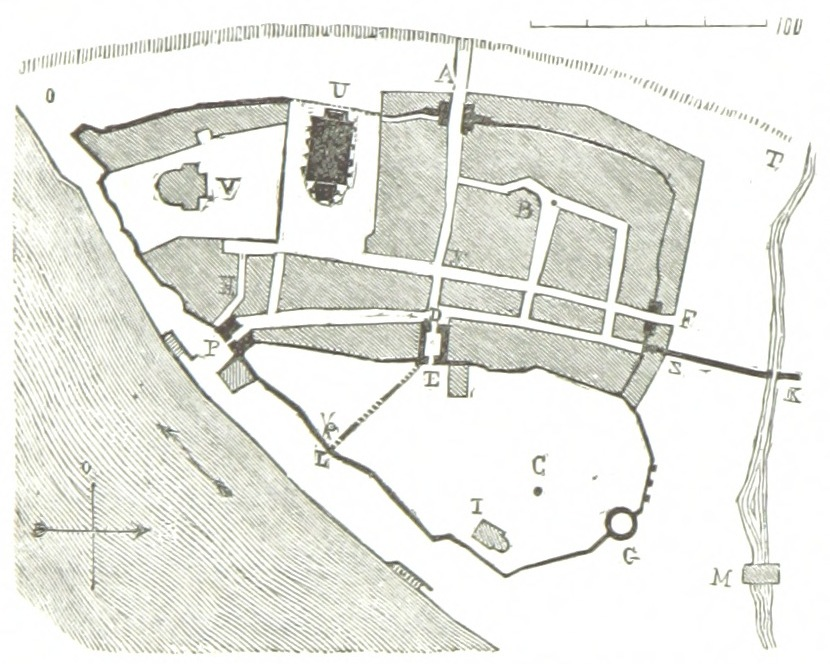
Castelnau - in Guienne militaire.

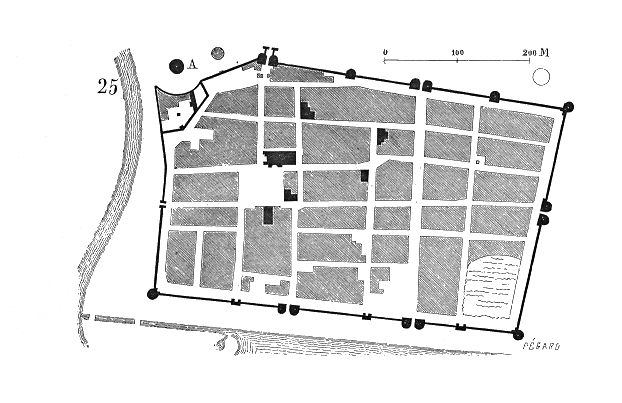
Aigues-Mortes construite par Louis IX en (1240) sur la base du plan gallo-romain.

Cette planification présuppose donc un projet effectif préalablement déterminé de la part de celui qui prend la décision de faire tracer et aménager une ville nouvelle. C’est en ce sens que l’on peut parler de projet politique, de polis qui en grec désigne la Cité au sens institutionnel plus que physique. Elle dépasse largement les impératifs militaires du castelnau ou le développement anarchique des villes et villages du Moyen Âge qui n'ont pas succédé à une ville gallo-romaine. Notons qu'à la même période, de nombreuses villes sont aussi réalisées comme Aigues-Mortes en 1240 par Louis IX (Saint Louis) et qui ne reprennent pas le système de la bastide alors que le même en 1240 lance la construction de la bastide de Carcassonne pour y accueillir les habitants qu'il a chassés de la ville alors favorable aux cathares.

### Le plan-masse type de la bastide

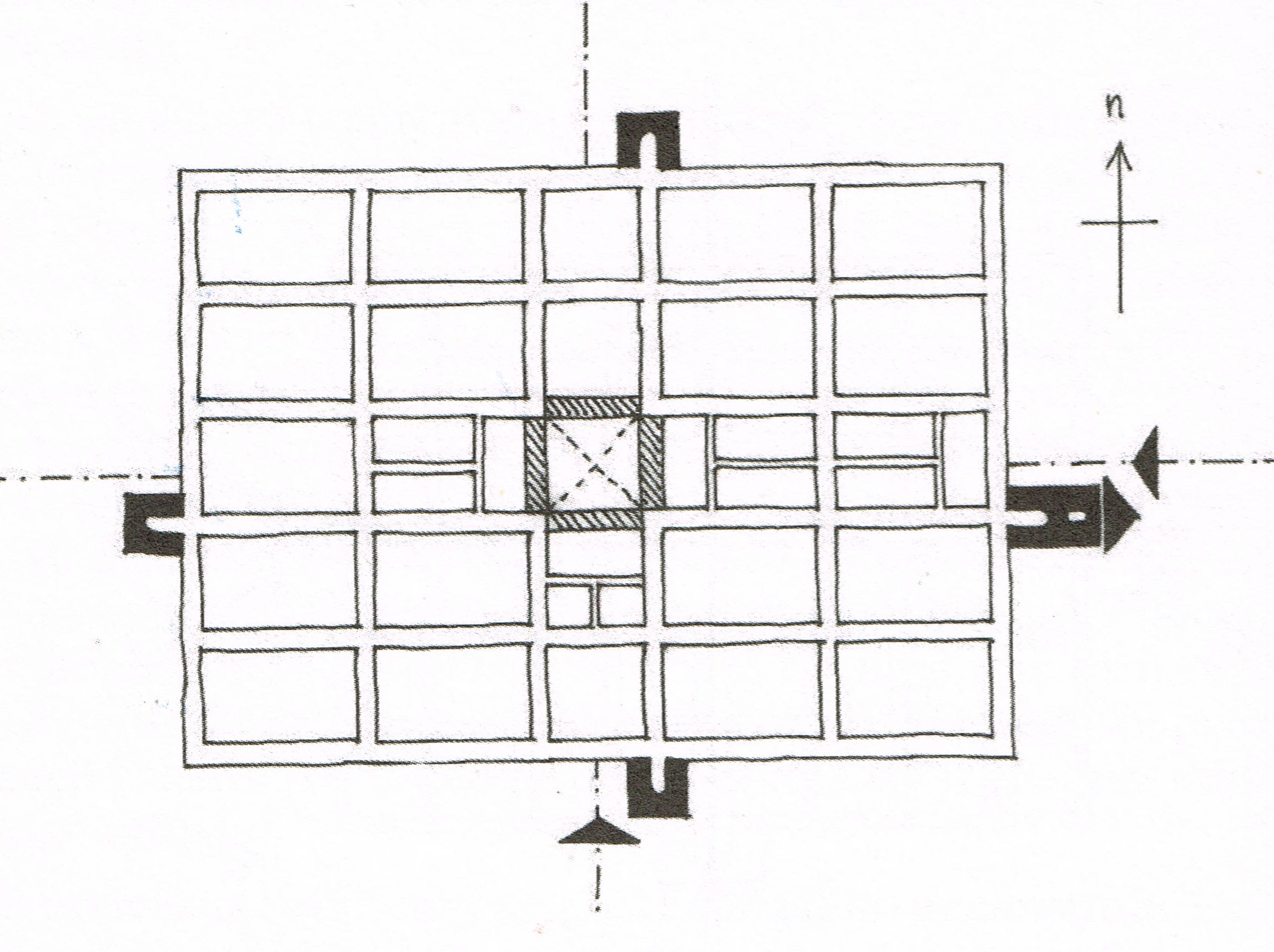
Principe de plan masse d'une bastide.

Toutefois si le plan de la bastide est délimité, fini, et qu’il comporte deux axes majeurs qui débouchent sur des portes parfois fortifiées ou signifiées par une construction soignée, la place centrale ne se trouve pas traversée par les voies majeures qui lui sont tangentes. Il y a donc là un décalage significatif qui a pour conséquence que la place n’est pas un croisement ni un carrefour mais un espace à part entière au même titre qu’un îlot à construire. C’est un îlot laissé vide, par contraste avec le plein, ce qui met comme le montre le philosophe Roland Barthes (1915-1980) une mise en tension et aussi une relation dynamique de l’espace. C’est d’ailleurs la seule place à l’intérieur de la bastide. Certains cadastres permettent de repérer un espace pour les foires et marchés à l’extérieur de la cité (le mercato). La bastide forme, sauf contraintes particulières de topographie, un rectangle ou un carré. Nous n'avons pas les plans initiaux des bastides si tant est qu'ils aient existé. Aussi, nous devons nous en remettre à l'analyse typo-morphologique des cadastres qu'a développée Philippe Paneraï pour restituer autant que faire se peut l'état initial du plan masse.

#### La trame viaire

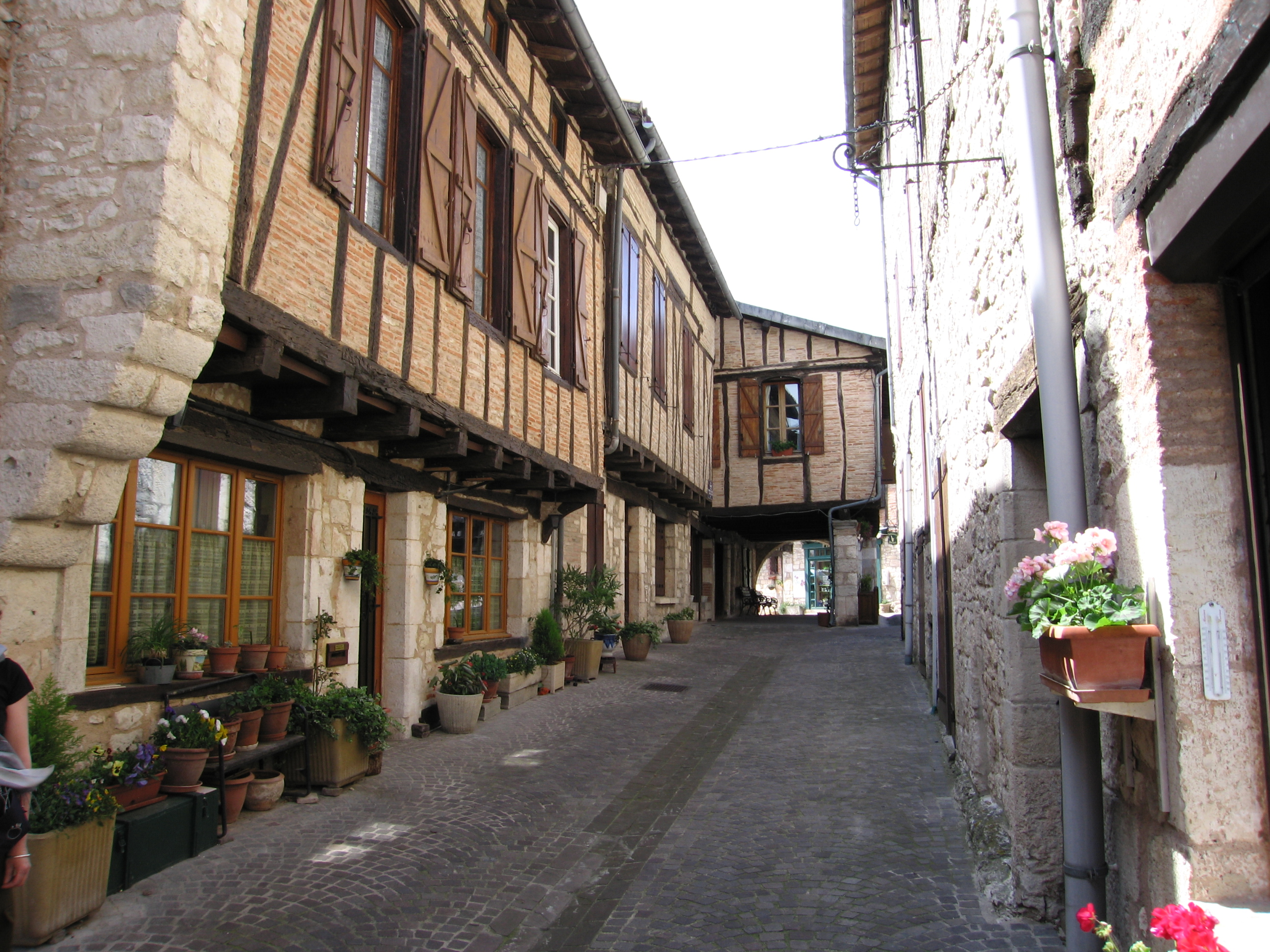
Rue de Castelnau de Montmiral (Tarn).

La trame viaire de la bastide est très hiérarchisée, avec les voies de desserte où peuvent circuler les charrettes et d’une largeur constante, sans qu’il y ait deux axes plus importants comme dans le système romain. Ces voies sont orthogonales et déterminent des îlots d’une superficie identique et souvent rectangulaires. Les îlots sont partagés par d’étroites ruelles d’un à deux mètres (carreyrou) qui desservent l’arrière des parcelles mais qui, de par leurs dimensions, ne peuvent laisser passer qu’un homme, voire un cheval, mais pas de chariot ni de charrette.

#### Les voies publiques
La bastide, souvent rectangulaire, se compose dans le sens de la longueur de 1 à 8 rues. Ce nombre varie avec l'importance de la bastide. Lorsqu'il n'y a qu'une seule rue, on l'appelle bastide-rue ou village-ruban. Il s'agit des bastides s'étant le moins développées. Une cité classique en damier possède au moins 4 rues parallèles. La chaussée est en terre, mais quelquefois recouverte de pavés ou de galets. Elle est constituée de deux plans inclinés vers un caniveau central.

##### Lescarrièras
Les rues principales, appelées charretières (carrièra en occitan) (parce qu'elles permettent le passage de charrettes) font de 6 à 10 m de large. Elles longent les façades des maisons. Elles sont souvent les axes longitudinaux de la bastide. Ces voies délimitent des îlots appelés gaches.
Les rues secondaires, appelées transversales ou traversières, font de 5 à 6 m de large.

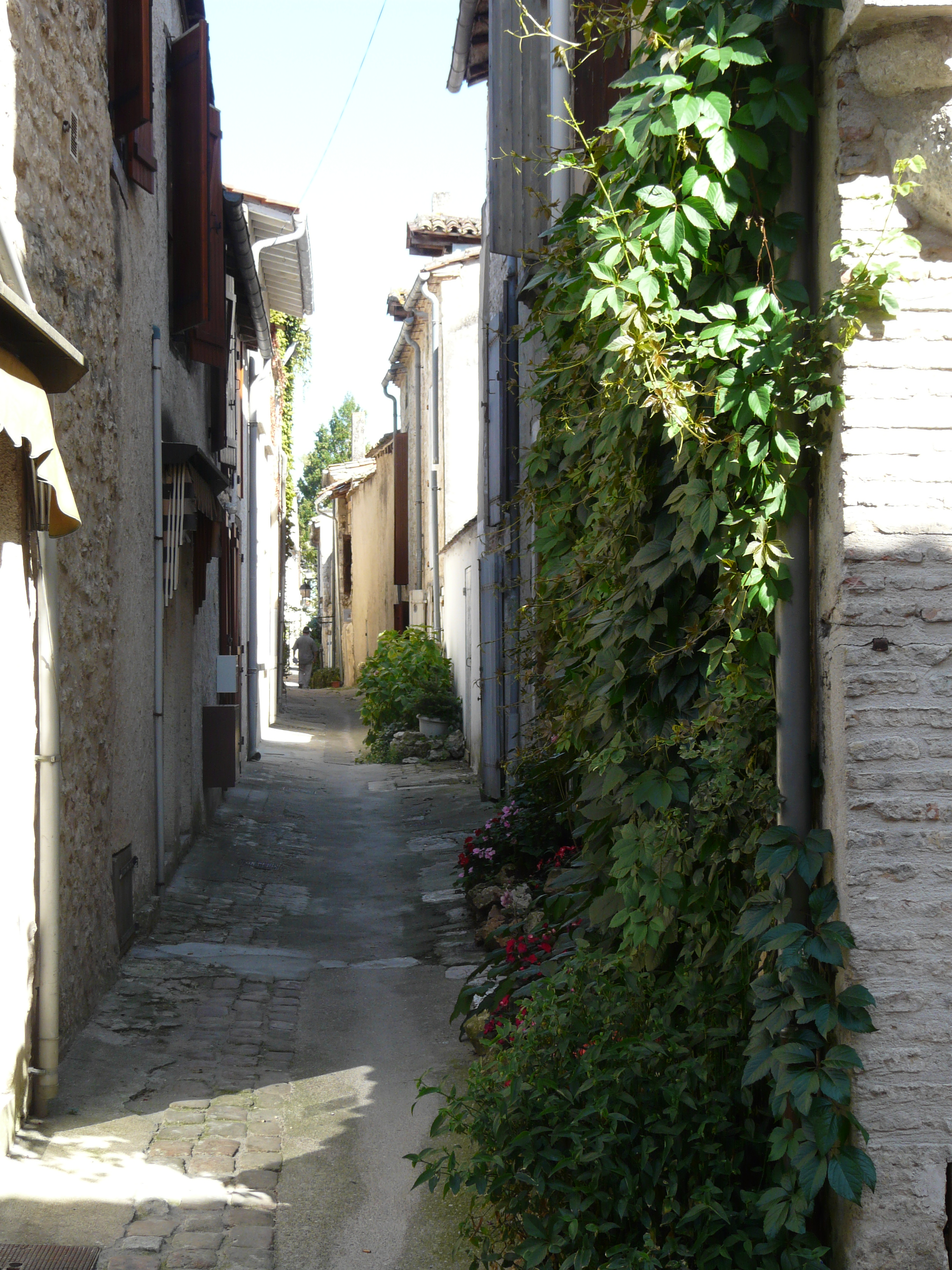
Eymet. Ruelle ou carreyrou.

##### Les carreyroux

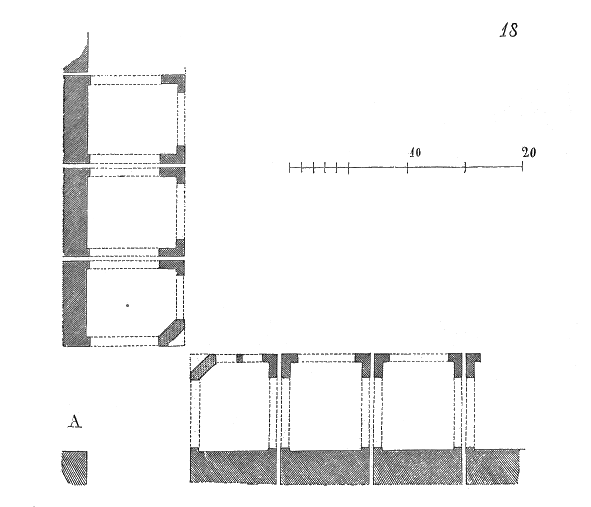
Plan de la cornière de la place de Monpazier

Les passages ou venelles qui desservent l’intérieur des îlots font de 1 à 3 m de large. Elles sont à l'arrière des ayrals. On les appelle aussi carreyrou.

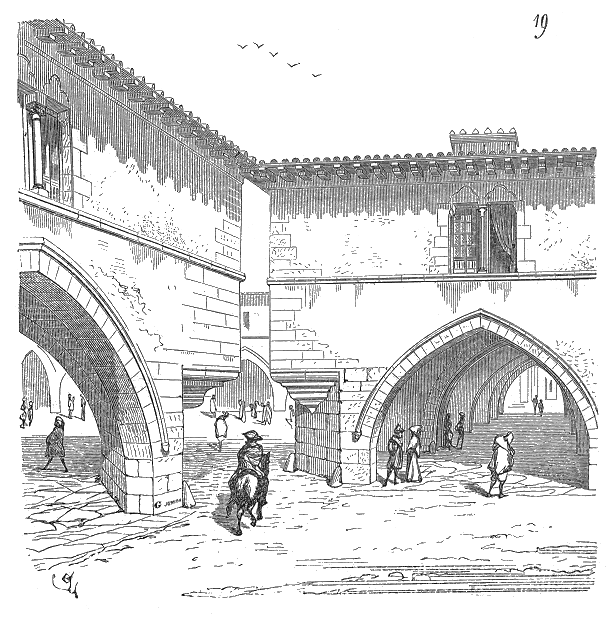
Cornière - Bastide de Monpazier - Gravure XIXe siècle

##### Lescornières
Il faut ajouter à ces voies les « cornières » qui sont les passages qui permettent d'accéder à la place centrale par les angles. Ils sont initialement étroits et ne laissent pas passer les charrettes. Certains ont été élargis par la suite, d'autres ont été détruits pour permettre un accès automobile.

#### Les terrains à bâtir
L’originalité de la bastide est sa découpe en terrains à bâtir à l’instar de ce que seront plus tard les lotissements à partir du XVIIIe siècle, en lots. L’attributaire d’un lot reçoit aussi à l’extérieur pour ses cultures en sus de l’usage des communs ou communaux[Quoi ?].

##### Lesayrals
Les terrains à bâtir sont découpés en parcelles régulières de 8 m sur 24 en moyenne et appelées ayrals. On a cependant des exemples de bastides avec des ayrals de 12 × 28 m, ou d'autres ayrals d'à peine 10 m de profondeur.
Le nombre d'ayrals dans une bastide était limité et défini dans le contrat de paréage. Il pouvait varier de plusieurs dizaines[Quoi ?]
Les ayrals étaient rassemblés par îlots (ou moulons). Les bastides de même superficie avaient des îlots de taille semblable. De plus, une proportion simple était maintenue entre la largeur et la longueur de l'ayral, souvent dans un rapport de proportion de un à deux ou trois.
Les 8 m de largeur de façade sur rue sont dus au fait qu'il s'agit de la portée économique[pas clair] maximale d'une poutre en bois.
Le fond de l'ayral était utilisé pour des bâtiments annexes, des latrines et parfois une remise, ménageant ainsi une courette centrale. Les bâtiments devront être sur les deux façades construits à l’alignement.
En l’espèce, ils sont tous de même surface et de mêmes dimensions, rectangulaires avec une façade sur la rue et une desserte par l’arrière.

##### Lesandrones
Les constructions, hormis celles qui entourent la place centrale, sont séparées les unes des autres par un étroit passage de quelques dizaines de centimètres impropre à la circulation. Cet espace avait pour but de limiter la propagation des incendies et faciliter l'écoulement des eaux de pluie.

#### Les terrains agricoles
À chaque ayral étaient liés des terrains permettant l’exploitation agricole en sus des communs ou communaux.

##### Lescazals(jardins potagers)
Dénommés cazals ou cazalères, les jardins se trouvent sur la deuxième couronne en partant du centre, contigus aux ayrals. Du même nombre que les maisons, leur superficie est réduite. Il y a souvent un rapport de proportion de 2 à 3 entre la superficie de l'ayral et celle du jardin. La moyenne de superficie est de 5 à 7 ares.

##### Les vignes
On trouve ce type de terrain dans de nombreuses bastides, mais pas dans toutes. Parfois, seule une partie de la population avait le droit de posséder un terrain pour cultiver la vigne.

##### Les arpents (terres à cultiver)
Les terrains de culture extra muros, appelés arpents, ceinturent toute la ville. Leur taille moyenne est de 5 à 6 ha, ce qui était largement suffisant vu les instruments rudimentaires de l'époque. Chaque famille recevait à son établissement dans la bastide un arpent de même superficie.
Dans certaines bastides de défrichement, l'arpent était couplé à tout autre terrain que la famille pourrait défricher. Par exemple à Bouloc, chaque famille recevait 7 ha et pouvait l'agrandir de tout terrain de forêt qu'elle saurait défricher.

### La place centrale

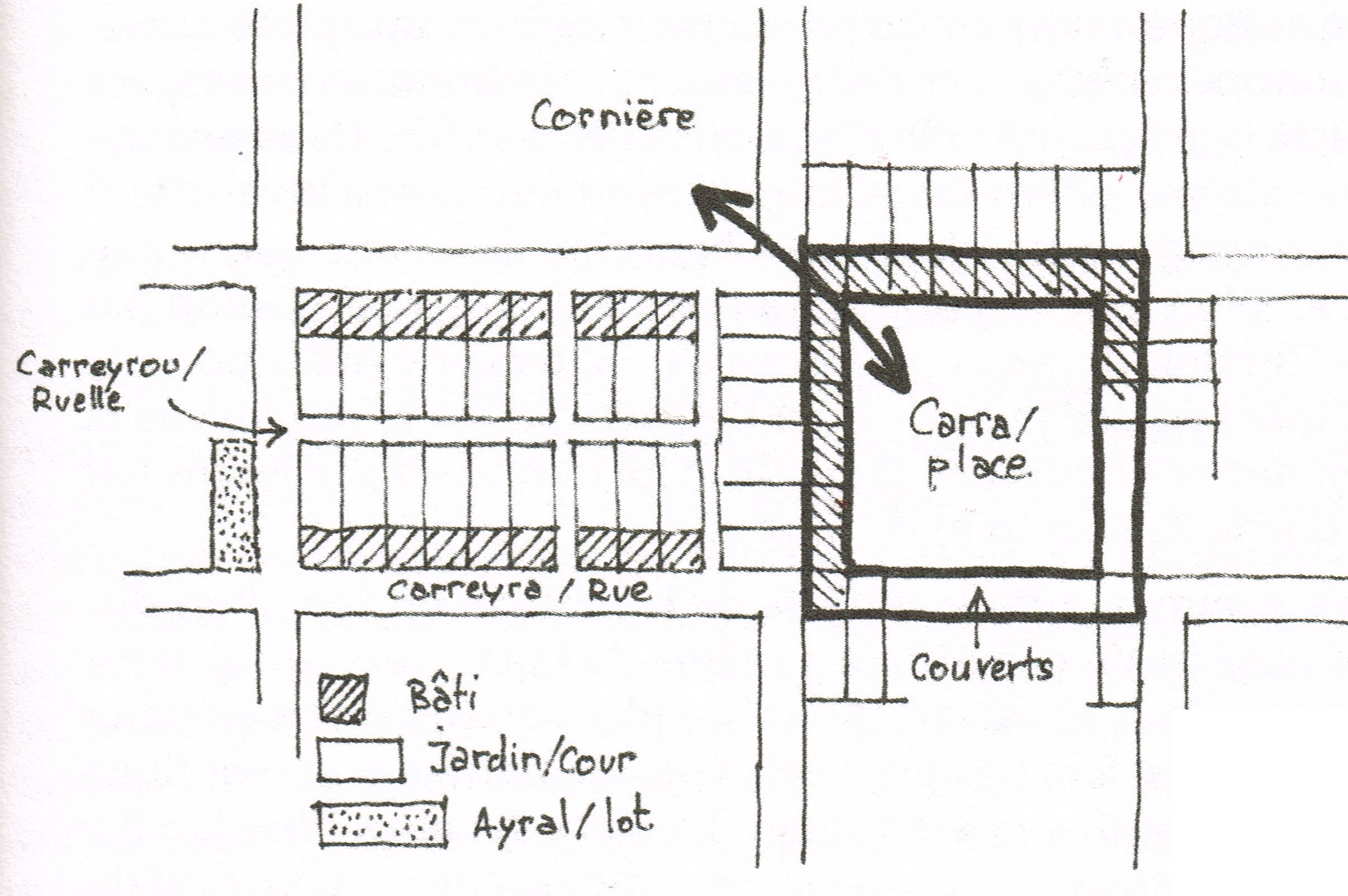
Schéma de principe de la place centrale d'une bastide et de ses accès.

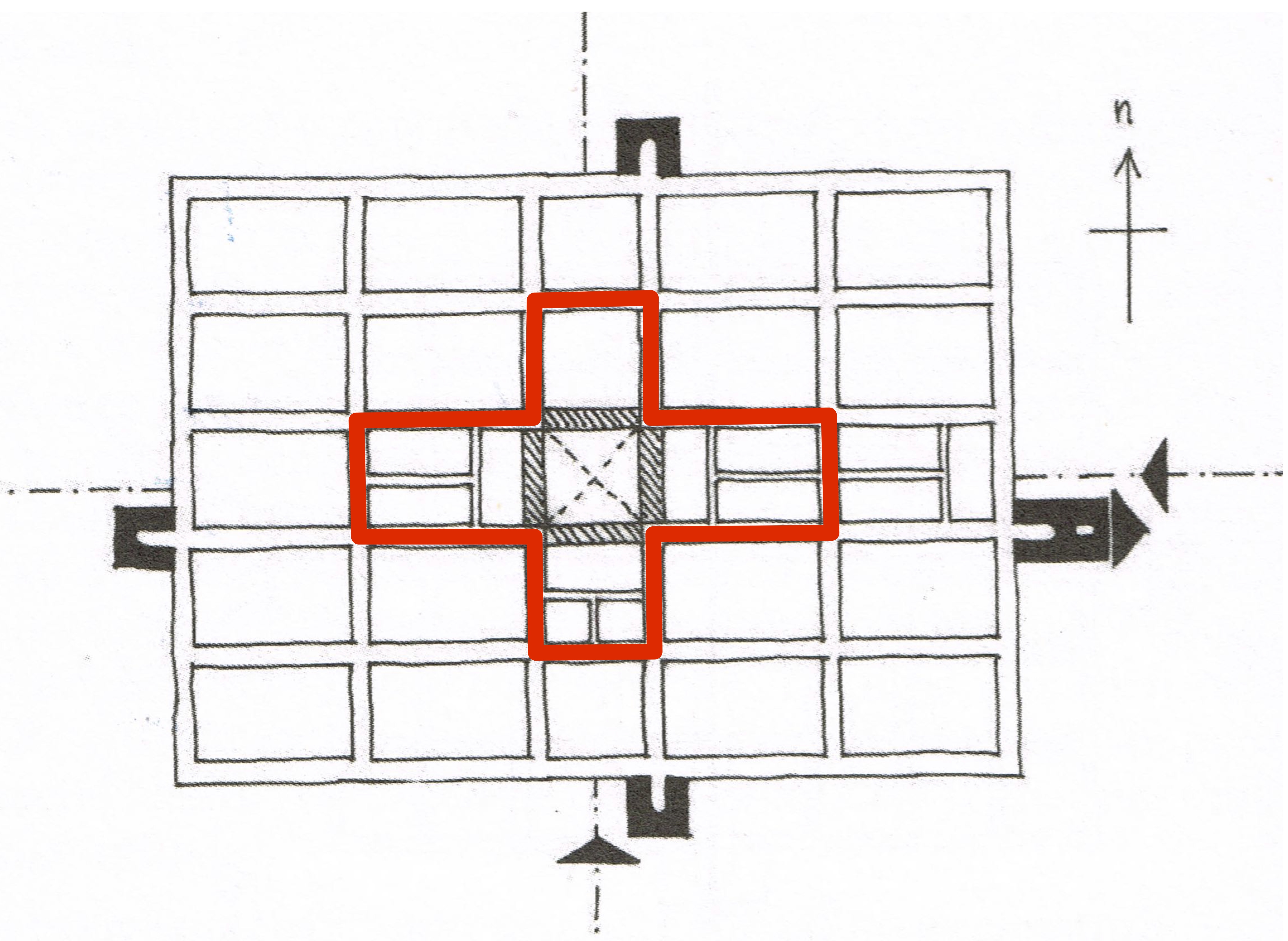
Desserte de la place centrale par le système dit en croix grecque

Le premier modèle est celui de Montauban fondé en 1144 par le comte de Toulouse Alphonse Jourdain. La place centrale, unique place de la bastide est l’élément essentiel qui distingue la bastide des schémas types grecs, romains et gallo-romains. En effet, elle n’est pas située, dans l’archétype, à la croisée des deux axes majeurs de composition de la cité, mais tangentée par deux axes voir quatre. Sauf recomposition urbaine ultérieure et rarissime, aucune voie ne débouchera dans le milieu des côtés de la place. Ce positionnement a un impact fort sur l’organisation urbaine, car il oblige à quatre voies principales parallèles deux à deux alors qu’il n’y a que quatre portes. Il faut donc hiérarchiser ces voies en fonction du fait qu’elles débouchent ou pas sur une porte, problème qui ne se posait pas dans le modèle romain ou grec. Ces cardo et decumanus major avaient aussi une double fonction symbolique, celle d’ouvrir sur le monde ou le cosmos en visant les points cardinaux et celle aussi de dresser un élément appelé axis mundi, reliant symboliquement la terre et le ciel. Ce symbolisme là est aussi signifié quand l’église ou le temple est au cœur, au centre du village où qu’il vient border l’agora ou le forum.
La situation se complique comme pour Villeneuve sur Lot quand la place n’est accessible que par d’étroites cornières qui interdisent le passage des chariots et charrette afin de lui conférer un usage exclusivement piéton. Nous avons donc au cœur de la cité une croix grecque. Nous sommes dans la configuration absolue qui nous interpelle alors sur la destination voulue pour cet espace qui n’est ni une place de marché, ni occupé par une église ou un quelconque bâtiment public, parfois pas même par une fontaine. Il en était de même initialement pour Lisle-sur-Tarn. Toutefois la place a été ouverte à la circulation moyennant quelques destructions dans les angles. Seul l’angle Sud-est atteste encore de la disposition initiale. Il en est de même pour Montauban mais deux cornières ont été sauvegardées.

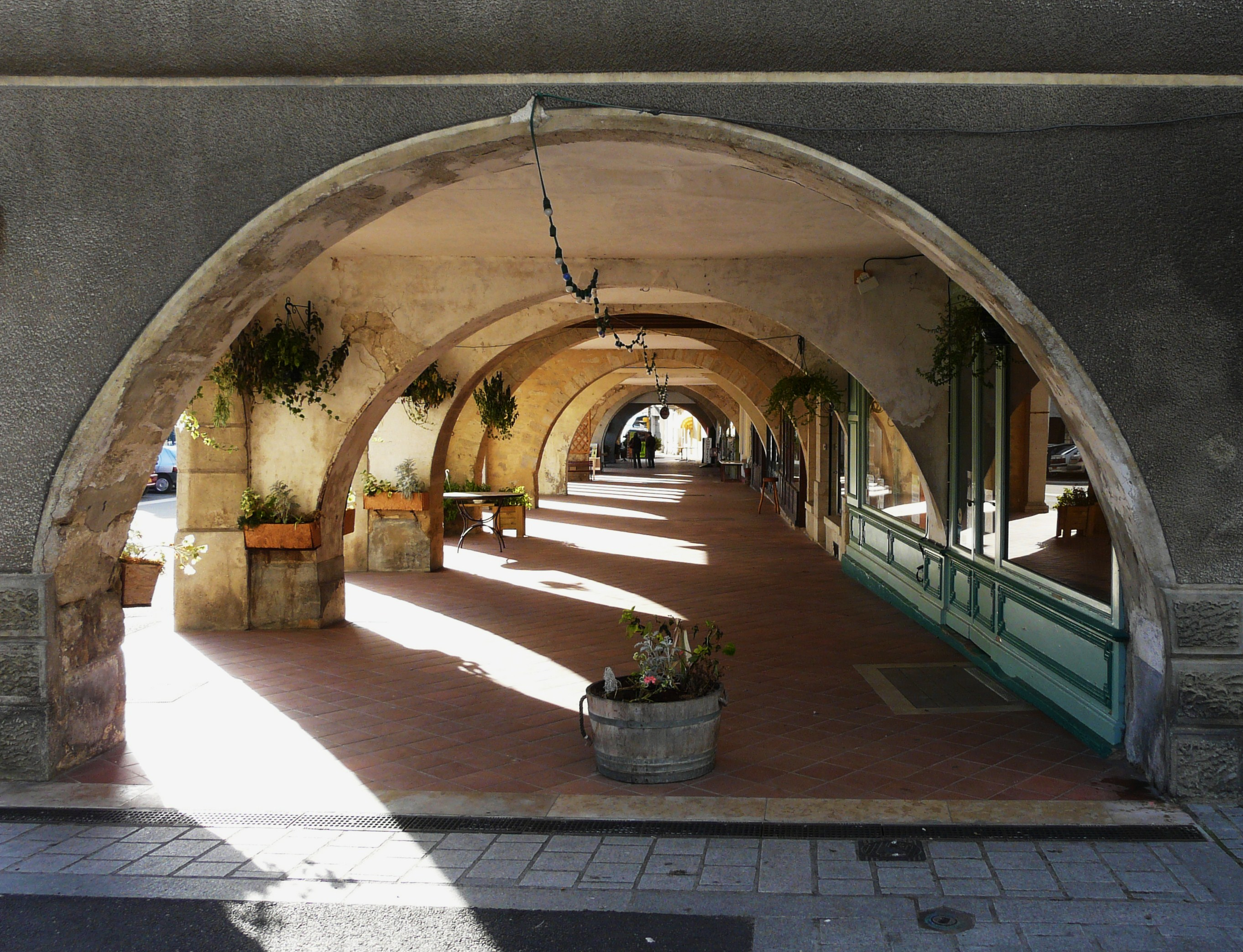
Les couverts de Monségur en Gironde.

Cette place est dès l’origine, comme le montrent encore les documents cadastraux d’aujourd’hui, bordée de couverts, l’espace central étant totalement minéral et dégagé de toute plantation. Les maisons qui entourent la place sont sans androne ce qui laisserait penser qu’elles ont été construites ensemble de façon à assurer l’homogénéité et la qualité architecturale. Il conviendrait aussi de s’assurer de leur datation pour s’assurer de ce qu’elles aient été ou[Quoi ?] initialement construites en pierre. Les éléments manquent sur ce point. Seule une analyse de leur structure permettrait aussi d’infirmer ou confirmer le fait, avancé par certains, qu’elles seraient des rajouts, ce dont nous doutons à l’analyse typo-morphologique des plans masses dont la trace est conservée jusque dans les premiers cadastres.

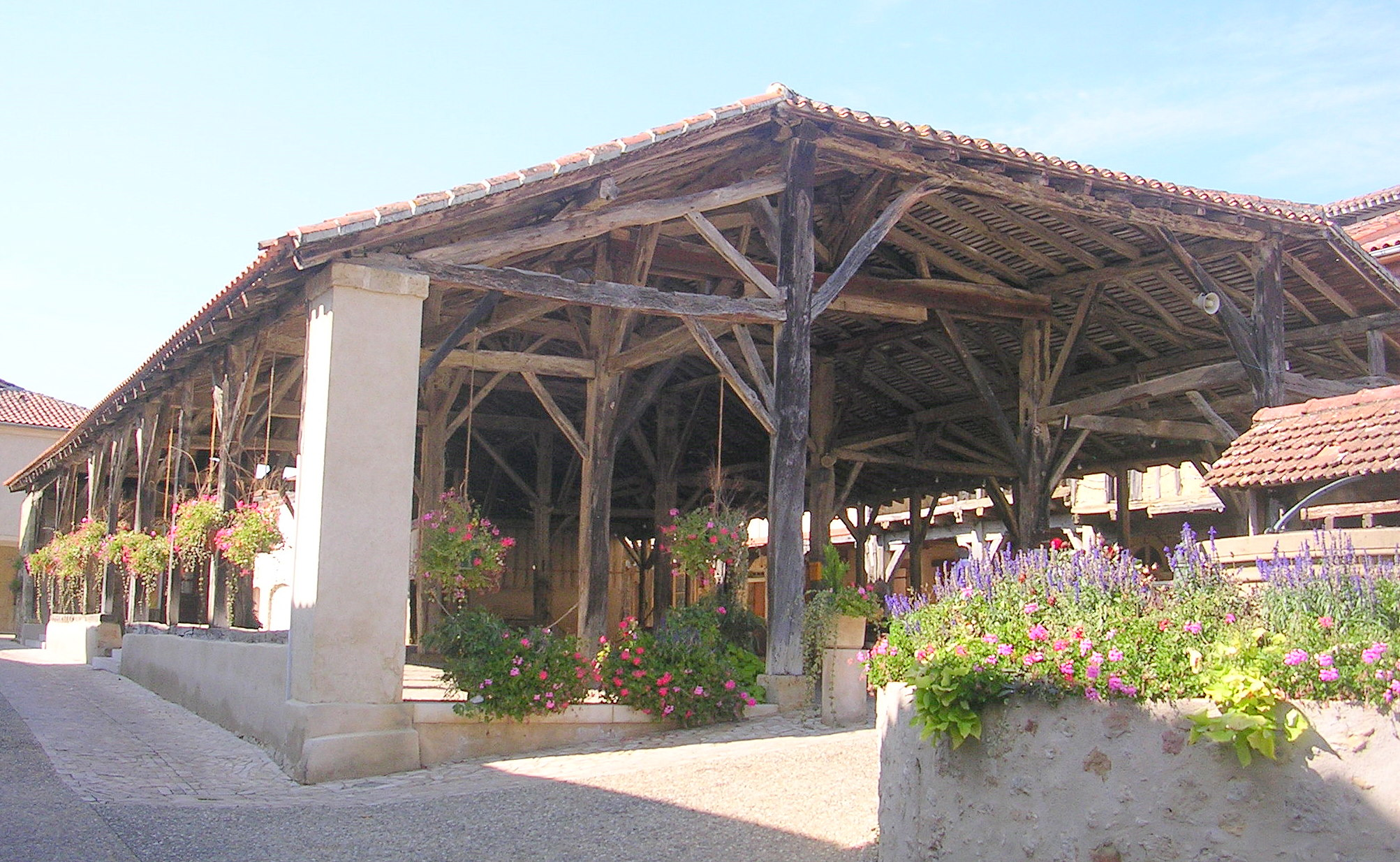
Halle de Bassoues (Gers).

Ce n’est qu’ultérieurement et venant trahir la conception initiale qu’il est dans certains cas occupé par une halle ou une église. Ces éléments sans doute pittoresques ne sont pas prévus initialement dans les plans masse comme le montre l’analyse de l’implantation des églises.
Cette place a des dimensions variables sans pour autant qu’il semble y avoir de corrélation avec la taille prévue initialement pour la bastide. Les dimensions varient de 40 m × 40 m et jusqu'à 70 m × 70 m. Marciac est sans doute la plus grande avec 75 m × 130 m. Pourtant, il n'y a jamais eu de rapport direct entre la taille de la place et l'importance de la bastide. Soustrait donc au maximum des courants de circulation, l'accès à la place se fait généralement par les angles. De plus, les places sont agrémentées souvent d'un puits ou d'une fontaine, parfois de citernes, pour les besoins en eau des habitants.

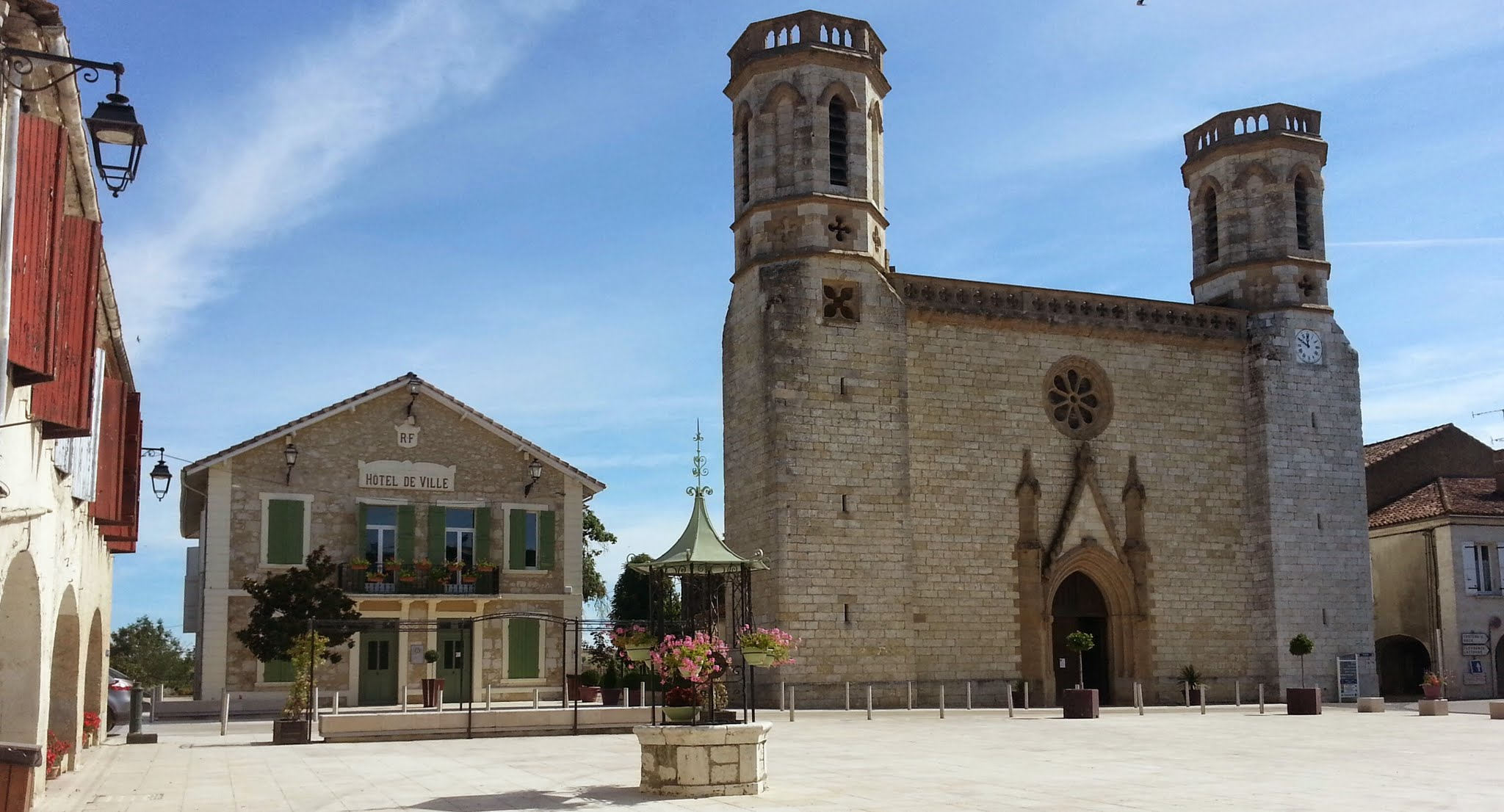
Valence-sur-Baïse. Église (XVe siècle) et mairie (XXe siècle) réalisées ultérieurement sur l'un des côtés de la place centrale.

La place centrale est de façon paradoxale le seul équipement public prévu originellement. Pas de lavoir, pas de halle pour le marché, pas de bains, pas de champ de tir pour l'entraînement des arquebusiers... Le seul équipement public réalisé est une tour qui au premier étage permet de mettre à l'abri les documents de la commune et notamment la charte des coutumes et le paréage ou acte de fondation. Cette salle sert aussi de salle de réunion pour les échevins. Quand cette tour est la seule, elle ne signifie en rien une fortification de la bastide. Notons que le seul équipement public bâti est aux confins de la cité et non pas au centre comme dans le modèle romain ou grec.

### Les remparts

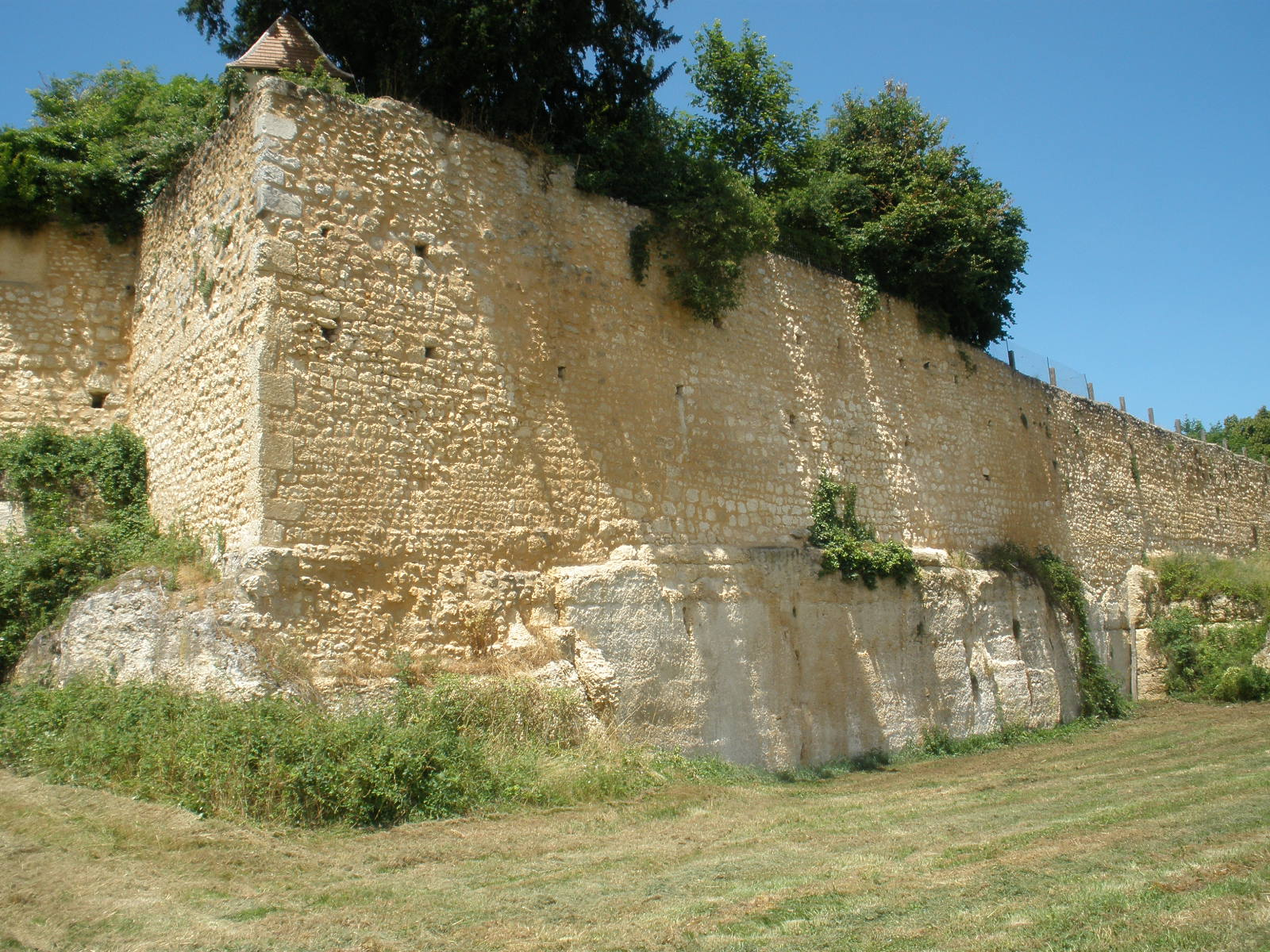
Remparts de la bastide de Saint-Aulaye (Périgord).

Dans un certain nombre de cas les bastides sont dotées de remparts et de portes défensives. Toutefois, il est rare qu'elles soient construites à la fondation de la bastide, même dans celles implantées près d'une frontière. Il s'agit en effet d'une époque calme entre la croisade des albigeois et la guerre de Cent Ans. Libourne est un bon exemple. Dix ans après la fondation, les habitants avaient demandé de l'argent à leur seigneur pour construire une muraille dont le coût dépassait largement leurs capacités contributives. Une fois reçu, ils l'ont dépensé pour l'embellissement de leur ville. Un bel exemple de remparts de pierre est encore visible à Saint-Aulaye. Cette bastide fondée au XIIIe siècle aux portes du Périgord a été fortifiée aux XVe  et XVIe siècles.

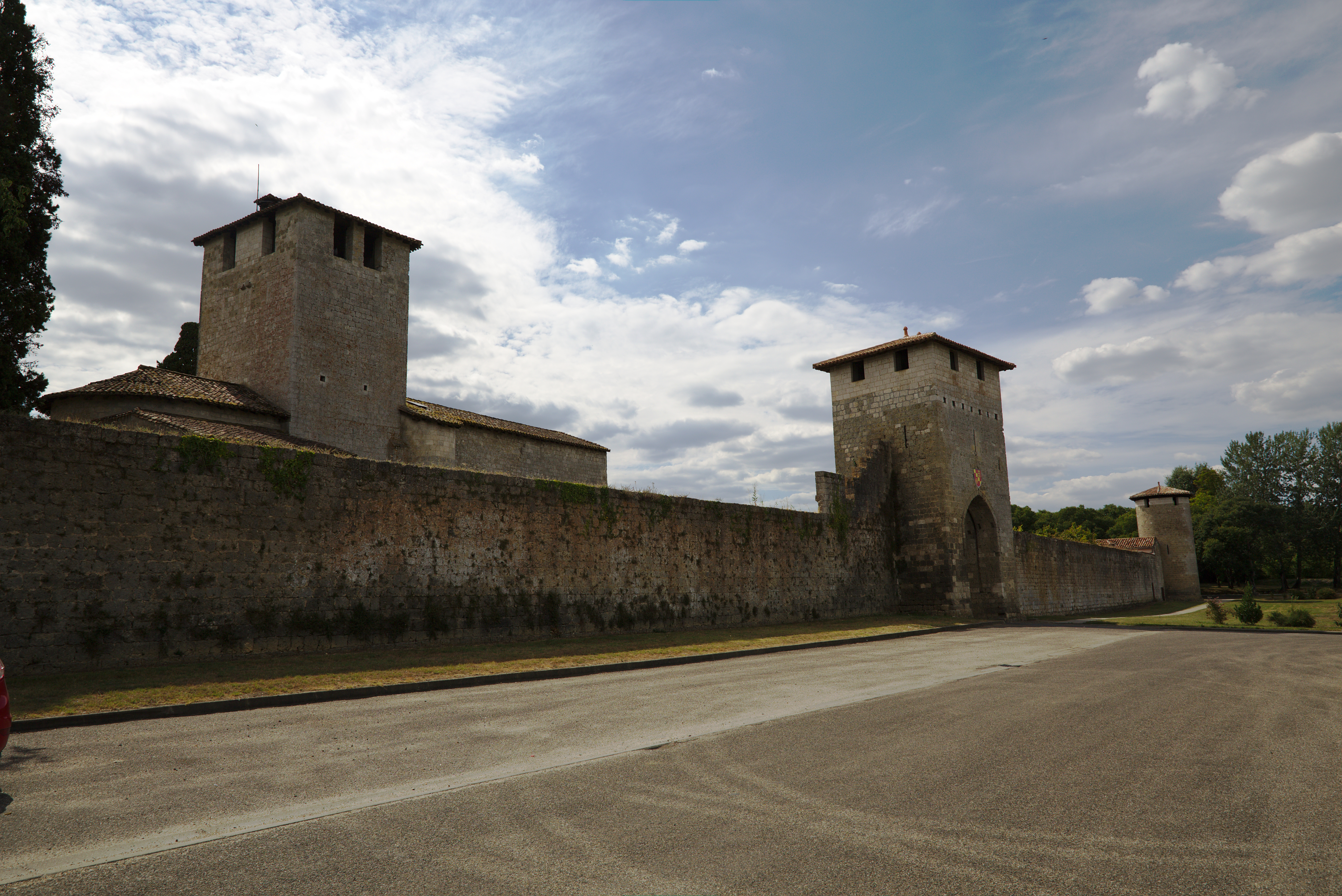
Vianne.
Enceinte fortifiée.

Au début de la guerre de Cent Ans, de nombreuses bastides furent détruites du fait de l'absence de défenses. Les autres s'entourèrent hâtivement de remparts de pierre.

### Les règles de construction
La bastide fonctionne comme un lotissement au sens contemporain du terme avec un plan masse et un règlement pour la construction qui doit être effectuée dans un temps donné. Pour ce faire, ont été inventés les andrones ou entremis des passages étroits de quelques dizaines de centimètres qui ne permettaient même pas le passage d’un homme. Ces espaces ont longtemps été considérés comme des coupe-feux entre deux maisons en bois ce qui est vain car les brandons franchissent allègrement de si petites distances. Leur fonction est de permettre la construction des bâtiments indépendamment les uns des autres en évitant le recours à la mitoyenneté et l’attente d’un éventuel riverain. Par ailleurs, le faîtage de la toiture étant perpendiculaire à la rue, cela permet aussi de recueillir l’eau des toits et de la mener directement au caniveau central.
Certaines règles d'implantation très précises doivent être respectées comme l'alignement de la façade avant sur la rue, la présence d'un étage en plus du rez-de-chaussée ou encore la nécessité de laisser un androne. Autour de la place, il est imposé un couvert des arcades, des amabans ou des garlandes et il n’y a pas d’androne entre les maisons de la place ce qui indiquerait qu’elles aient été construites en même temps de façon à assurer une unité d’ensemble.
Sous les rues, des caves se creusent. Et au-dessus, certaines maisons se faisant face seront ultérieurement reliées par des pontets.

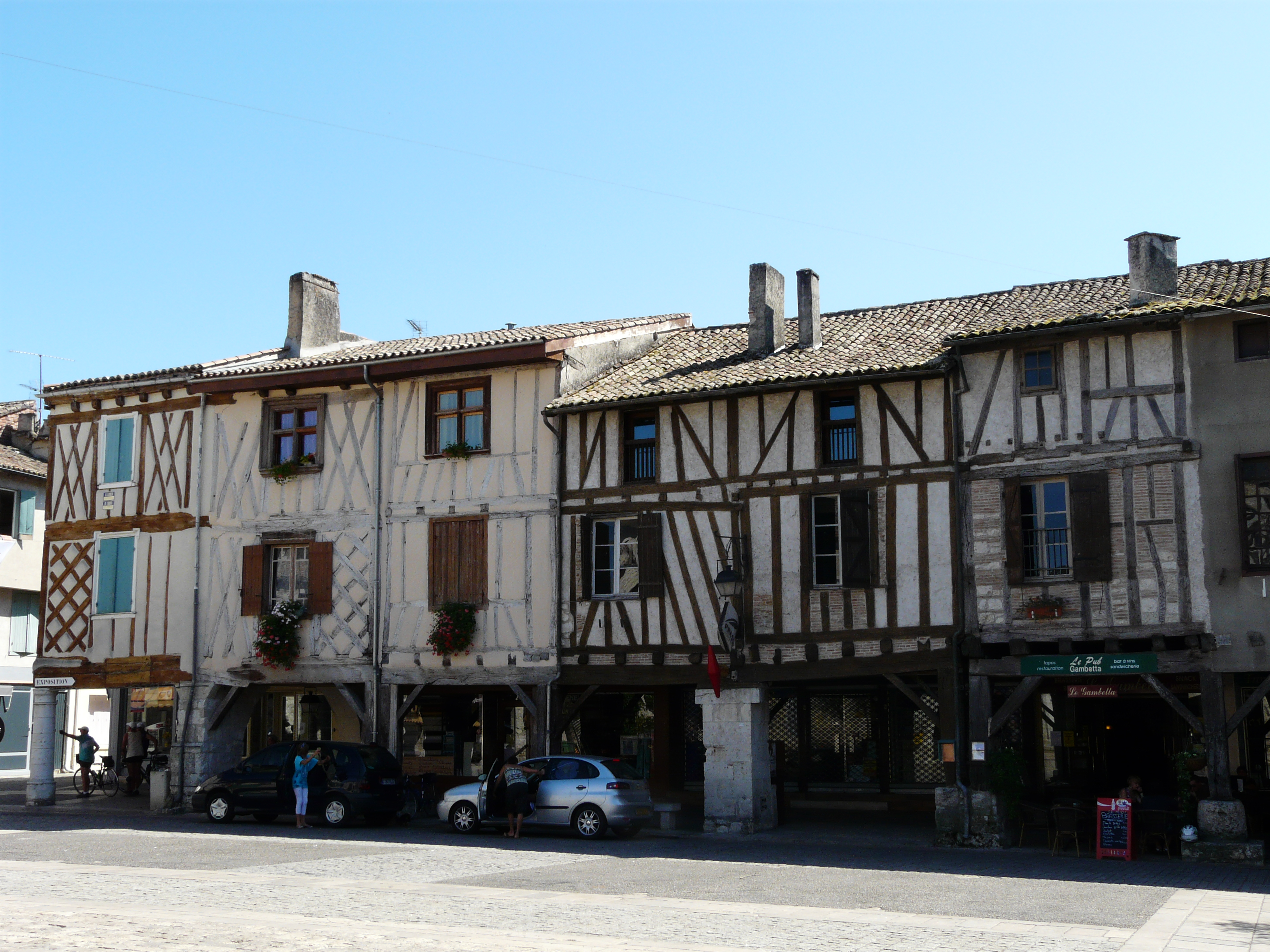
Eymet - Couverts de la place centrale
L'architecture en pan de bois est proche de ce qu'étaient les constructions primitives.

### L’architecture
Il n’y a pas d’architecture spécifique aux bastides. Elle est celle de l’époque avec les contraintes physiques des matériaux et de leur coût ainsi que du savoir-faire des constructeurs. Les premières constructions sont en bois qui est abondant à cette époque et moins coûteux que la pierre. Cela permet aussi de répondre aux délais de construction. Les nouveaux habitants (ou poblans) qui s'installent dans la bastide ont en général un an pour construire leur maison, pour inciter les nouveaux venus à s'installer durablement. On retrouve dans des textes d'époque la trace d'amende pour des poblans ayant dépassé le délai. Construites par les poblans eux-mêmes, les premières maisons sont donc assez rudimentaires en général.

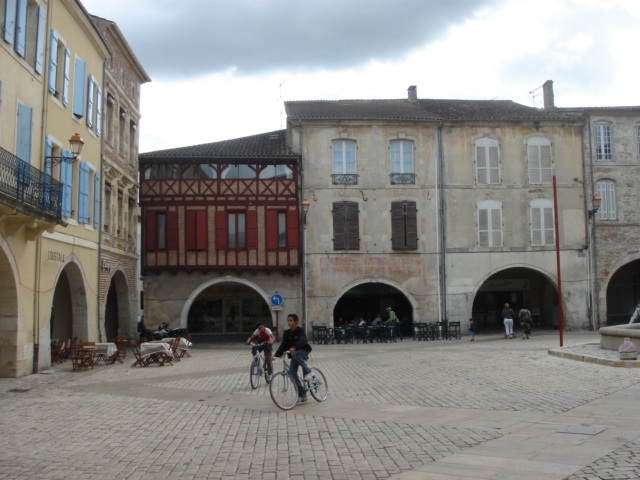
Villeneuve-sur-Lot - Place centrale
Cette photo montre l'étroitesse de la cornière conservée et aussi l'évolution de l'architecture au gré des époques.

L’architecture actuelle des bastides, pour les plus anciennes constructions, est postérieure de deux à trois siècles et de style Renaissance avec toutes les variantes locales.

## Typologie des bastides

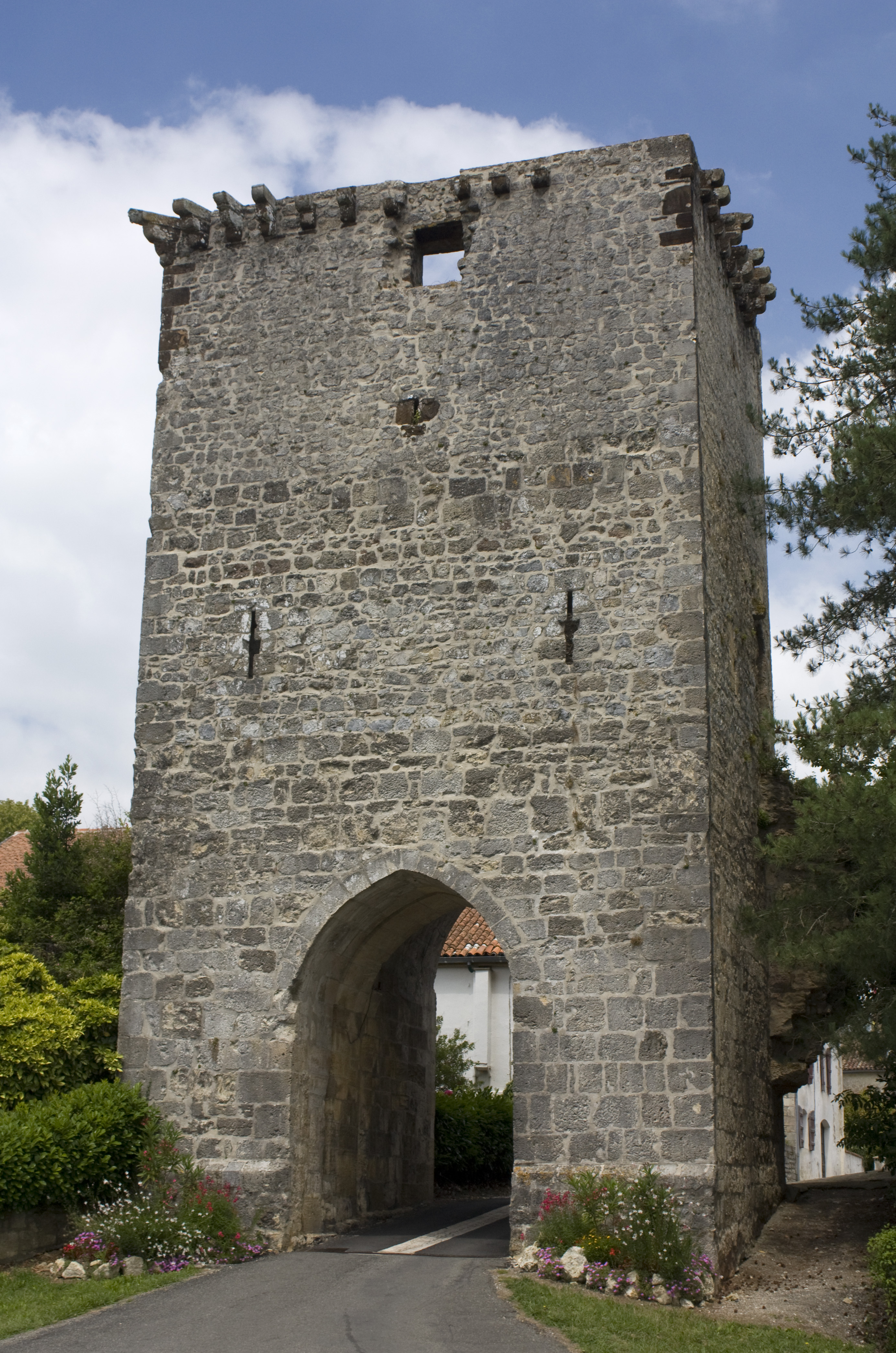
Hastingues - Porte de la ville.

Il semble possible a posteriori d’établir une typologie relative des bastides voire une répartition spatiale de cette typologie. Cependant rien n’indique que cela soit délibéré. Par ailleurs, il faut se méfier de l’état actuel des bastides car un certain nombre sont inachevées voire avortées et restées embryonnaires. Il faut aussi éviter d’englober dans les bastides des urbanisations qui sont de type castelnau comme à Cordes ou sauveté à Sorde l’Abbaye sur l’emplacement d’une villae romaine. Certains castelnaux font ensuite l’objet d’une charte de paréage. Pour qu’il y ait bastide dans le cadre d’une définition quelque peu rigoureuse voire scientifique, il faut à la fois un plan masse caractéristique de la bastide et un contrat de paréage ou de fondation. Le seul contrat de paréage ne peut être suffisant. C’est la définition ici retenue.

### Modèle type de la bastide
Le modèle-type est celui qui comprend deux axes majeurs avec de part et d’autre un certain nombre de voies parallèles et de voies perpendiculaires.
Il s’agit ici des bastides, considérées comme abouties et archétypales. Dans tous les cas, il s'agit du modèle le plus élaboré. La place est souvent centrale est de forme carrée ou rectangulaire. Les îlots sont réguliers, généralement rectangulaires. Les contours de la bastide sont eux aussi géométriques : parallélogramme carré ou rectangulaire. Le périmètre peut parfois être hexagonal, polygonal ou ovale. Il s’agit souvent d’une altération du modèle de base ou cela résulte de son inachèvement en son pourtour. Ce sont des bastides qu'on retrouve autant en hauteur qu'en plaine, mais c'est dans cette dernière situation qu'elles donnent leurs plus belles formes géométriques, comme à Marciac, Monpazier, Miramont ou à Grenade sur Garonne… Il en existe aussi restées à l’état embryonnaire comme La Bastide-de-Bousignac par exemple. En effet, ces bastides furent soit fondées à partir de hameaux existants, soit faiblement peuplées ou tout simplement les fondateurs étaient sans moyens financiers ou avaient moins de rigueur.
Certains fondateurs sont connus pour les avoir préférées aux autres formes de bastides. Notamment trois des plus grands fondateurs : Alphonse de Poitiers, Eustache de Beaumarchès et Édouard Ier.
La base du plan est composée de deux axes perpendiculaires, entraînant un tracé type d'échiquier. Les rues se coupent alors en angle droit. Les historiens et urbanistes ont décomposé ce type de plan en plusieurs catégories. Toutefois la distinction dite géographique ne peut être que postérieure à la création de la bastide car l'emplacement des églises qui sert de critère à cette distinction est postérieur souvent de près d'un siècle à la date de création.

#### Modèle ovoïde
Il n’existe pas de modèle circulaire. Le cas de Fourcès dans le Gers est typique d’un castelnau qui existe déjà en 1068 même s’il a fait l’objet ultérieurement d’un contrat de paréage. Il existe par contre des bastides sur plan orthogonal dont le périmètre est ovoïde. Là encore il s’agit soit d’une contrainte du site soit de l’inachèvement du plan initial. Dans certains cas, la contrainte de site induit même une distorsion dans l’orthogonalité des voies comme pour Villefranche de Rouergue dans l’Aveyron.

#### Modèle «bananoïde»
Ce modèle est fréquent lorsqu’il s’agit d’une bastide implantée sur un sommet collinaire notamment pour des raisons défensives. Il résulte d’une adaptation au relief. Dans la plupart des cas, la plan masse prend la forme d’une banane plus ou moins large. L’étroitesse du lieu induit souvent la réduction des voies dans le sens de la ligne de crête à deux ou trois comme à Monségur par exemple, Castillones Vergt, Puymirol ou Castelnaud de Gratecambe… On les retrouve d'ailleurs souvent sur des croupes allongées, comme Gimont dans le Gers. Cette bastide fait 1 000 m de long pour 300 m de large. La rue charretière est la route d'Auch à Toulouse qui suit à cet endroit la crête. Elle est coupée par de nombreuses transversales très pentues. Le relief infléchit aussi l’orthogonalité des rues par rapport aux voies principales et l’on parle alors de modèle en arête de poisson. Un autre exemple est celui de Saint-Aulaye dans le département de la Dordogne. Quelquefois la rue principale est doublée et la place se situe alors entre les deux.

#### Les exceptions
Il faut être prudent pour qualifier de bastide une cité au seul prétexte qu’elle bénéficiait d’un contrat de paréage et qu’elle n’adopte pas le plan-type, contrairement à ce qu’a fait l’historien de l’urbanisme Pierre Lavedan (1885-1982). Certains évoquent un modèle « à enveloppement » pour catégoriser les villages n'ayant pas été créés de toutes pièces au départ. Elles ont été précédées soit par une église, soit par un noyau de maisons. Ainsi, les nouveaux quartiers s'implantent autour du noyau initial et le noient. Des cas particuliers comme la Bastide de Bousignac laissent apparaître des éléments indiquant un plan masse évoquant celui d’une bastide mais très perturbé. Il s’agit sans aucun doute d’une bastide avortée car rien au niveau du site ne laisse apparaître des contraintes topographiques.

## La fondation d'une bastide

### Les fondateurs
Personnages de haut rang, les fondateurs des bastides peuvent être classés comme suit :
- les comtes de Toulouse Raymond VII et Alphonse de Poitiers
- les rois de France Louis IX, Philippe III le Hardi et Philippe IV le Bel,
- les ducs d’Aquitaine et rois d'Angleterre Henri III, Édouard Ier, Édouard II et Édouard III,
- les grands subordonnés, comme les sénéchaux Doat Alaman, Eustache de Beaumarchès et Jean de Grailly, agissant au nom et pour le compte de leur souverain,
- les seigneurs locaux, avec entre autres les comtes de Foix, les comtes de Comminges, les comtes d'Astarac, les vicomtes de Béarn
- les autorités religieuses, comme des évêques ou des abbayes.

Il faut distinguer deux types d'acte fondateur :
- quand le seigneur ou l'abbé est seul à créer une bastide, il s'agit de fondation;
- quand le seigneur et l'abbé ou l'évêque s'associent, on parle alors d'acte de paréage.

### La fondation
La fondation d'une bastide se fait par un certain nombre d'étapes :
- la décision
- le contrat de paréage entre les seigneurs copropriétaires,
- le choix de l'emplacement,
- le choix du nom de la bastide. Les noms des bastides sont construits étymologiquement sur cinq racines :
  - du nom du sénéchal les ayant fondées,
  - de l'autorité royale,
  - rappelant des villes extérieures ou étrangères,
  - ressemblant aux noms de villes plus anciennes (racines latines),
  - marquant leur origine ou leurs privilèges,
- la cérémonie de fondation
- la charte de coutumes.
- la « commercialisation »
- la conception du plan de la ville,

### La décision
Les raisons de la fondation sont diverses. Prenant sans doute exemple sur l'essor des castelnaux et des sauvetés, les fondateurs développent les bastides pour plusieurs raisons qui peuvent être classées de la façon suivante :
- politiques : pour exemple, nous citerons le besoin d'affirmation du comte de Toulouse à la suite de la croisade des Albigeois aux limites de ses anciennes terres, ou encore l'antagonisme franco-anglais poussant Alphonse de Poitiers à fonder des bastides en limite du duché d'Aquitaine. L'implantation du pouvoir royal français sur le comté de Toulouse annexé est aussi une raison de fondation, ainsi que le besoin d'autonomie de certains seigneurs. La construction d'une bastide est un enjeu de réorganisation des équilibres des territoires.

Par ailleurs à partir de 1229, le traité de Meaux-Paris met fin entre autres aux villages fortifiés (Castéras, Castelnau, etc.) pour asseoir le pouvoir étatique et démanteler ainsi l'emprise seigneuriale qui persistait sur les campagnes françaises au Moyen Âge.
- démographiques : le regroupement d'habitats dispersés a motivé des fondations, ainsi que le déplacement de population à la suite d'une destruction d'un castelnau.
- sécurité : la protection des populations du brigandage et des conflits par le seigneur est une cause complémentaire de certaines constructions.
- économiques : la mise en valeur de terres incultes ou de forêts inexploitées est une des raisons économiques. De plus le développement de foires et de marchés dans les nouvelles bastides est le moyen de perception de revenus importants pour les fondateurs.

La décision de création d’une bastide relève de la décision de l’autorité qui possède le terrain, elle peut être laïque (seigneur ou comte), religieuse (abbaye ou évêque) voire les deux qui d’un commun accord décident de la création d’une bastide. Cette décision est actée par un contrat de paréage.

### Le contrat de paréage ou acte de fondation
Ce contrat n’aboutit pas nécessairement à la construction d’une bastide puisqu’il peut ultérieurement concerner un castelnau déjà existant[Quoi ?].
La première nécessité pour fonder une bastide est de posséder le sol. Mais le droit médiéval était complexe. Le contrat est établi préalablement entre deux autorités, civile et ecclésiastique. Ce contrat signé devant notaire fixe le statut juridique et fiscal de la bastide. Il prévoit aussi ce qu'il adviendra si la bastide est un échec ou si elle croît.
Il existe au Moyen Âge plusieurs niveaux de propriété du sol, comportant divers droits qu'un seigneur pouvait détenir ou partager :
- la seigneurie éminente, ou supérieure, droit de protéger et de rendre la justice (haute et/ou basse) ;
- la seigneurie honorifique, qui correspond au pouvoir spirituel et auquel correspond, en principe, le prélèvement des dîmes;
- la seigneurie utile, comportant le droit d'administrer, c'est-à-dire de louer ou de percevoir des impôts (cens, péages et redevances diverses).

Souvent la terre est détenue en indivision, un seigneur possédant tous les droits à la fois sur une même terre étant très rare.
Au moment de la fondation des bastides, il faut tenir compte de ces propriétés du sol. Dans des bastides comme Revel ou Montréal-du-Gers, le roi est le seul seigneur laïc. La fondation en est donc grandement facilitée. Mais ailleurs, de longues tractations entre les coseigneurs doivent avoir lieu. De plus, quelquefois des constructions existent déjà sur les terres choisies pour fonder une bastide, par exemple des granges.
Le contrat de paréage définit les droits des divers seigneurs et prévoit les limites de la bastide et ce qui sera fait à l'intérieur :
- nombre de maisons, de jardins, de terres cultivables
- taille des parcelles
- les bâtiments civils et religieux et leur défiscalisation.

Cependant le contrat de paréage ne fixe pas le statut des forêts et pâturages autour de la ville (propriété collective ou répartition égale entre les nouveaux venus). C'est à la nouvelle communauté de le décider. De plus, il ne fait d'aucune manière allusion au plan de la nouvelle ville.

### Emplacements des bastides
Durant le Moyen Âge, le Sud-ouest de la France actuelle est une zone de friction entre trois zones d'influence : celle des rois de France, d'Espagne et d'Angleterre. L'enjeu en est le duché d'Aquitaine et du[Quoi ?] comté de Toulouse. C'est dans cette région que vont surgir durant 150 ans ces nouvelles cités, appelées bastides, au fil des gouvernances et des conflits. De Libourne à Carcassonne et de Rodez à Mont-de-Marsan, quatorze départements actuels sont concernés, correspondant à une vaste zone de 50 000 km2. Il existe cependant quelques rares exemples de bastides hors de cette zone, comme l'ancienne bastide de Masléon (Haute-Vienne), unique exemple en Limousin, fondée en 1289 par Philippe IV le Bel, sur un plateau aux bords escarpés alors entouré d'Anglais et qui fut construite sur un plan à deux axes. Il faut cependant noter que la Haute-Vienne est encore en Occitanie.
Certaines bastides s'établissent toutefois sur des positions défensives fortes, comme Cubzac, Arouille, Hastingues, Montfort, Baigts, Pimbo, Miramont-de-Guyenne… D'autres sont entre les deux, moyennement ouvertes et protégées, comme hésitantes. Par exemple : Saint-Justin, Cazères… Mais la majorité s'implante dans des vallées sans accident. Quelques exemples seraient : Grenade, Villefranche-de-Rouergue, Toulouzette, Labastide-Chalosse et Duhort.
Pour le choix de l'emplacement, deux conditions sont indispensables : disposer d'une assise foncière suffisante et être détenteur de l'autorité nécessaire. D'où le recours fréquent aux contrats de paréage, associant seigneur foncier et détenteur de l'autorité publique. Puis les chartes des coutumes et libertés fixent les conditions de la vie sociale. D'autre part, le plan masse doit prendre en compte les contingences comme le site et aussi la fonction notamment défensive. La création d’une bastide est l’occasion de regrouper des populations éparses et d’initier un développement économique et en cela elle est, avant la lettre, un véritable outil d’aménagement du territoire. Elle permet aussi de rééquilibrer les peuplements au regard des nouveaux enjeux politiques au bénéfice espéré de son ou ses créateurs.

### La toponymie des bastides
La désignation d'un nom pour chaque nouvelle bastide semble correspondre à une intention très déterminée, soit pour inciter les populations à venir, soit pour laisser une empreinte dans l'histoire, soit pour marquer l’influence politique de l’initiateur de la création. Les noms se répartissent en plusieurs catégories, toutes à caractère délibéré :
- en rapport avec les fondateurs, à l'instar de Montréjeau ou Villeréal pour le caractère royal du fondateur, ou plus simplement encore résultant du patronyme du fondateur comme pour Beaumarchés (Eustache de Beaumarchès), Marciac (Guichard de Marzé) ou Libourne (Roger de Leyburn)…
- en rapport avec des villes étrangères, visitées par les seigneurs lors de croisades ou de guerres lointaines. Pavie, Fleurance (pour Florence), Grenade, Cordes (pour Cordoue), Tournay (pour Tournai en Flandres) ainsi que Bruges et Gan, sont quelques exemples de noms exprimant sans doute une fascination et un certain exotisme à l'époque,
- en rapport avec un caractère du site choisi, comme Monségur ou Montastruc, précisant le caractère défensif ou agréable de l'endroit,
- en rapport avec les avantages, comme pour Villeneuve et Labastide, noms fixant immédiatement le statut de la nouvelle fondation.
- en rapport avec un toponyme existant, comme Saint-Aulaye dont le nom vient de Sainte-Eulalie.

### Charte des coutumes
Afin qu'une population vienne peupler la bastide nouvellement créée, il faut attirer des familles de paysans en établissant une charte de coutumes, qui énumère les privilèges accordés aux habitants (ou poblans). Elle est d'ailleurs présentée comme une simple liste, sans ordre apparent, comme si on en rajoutait de temps en temps pour attirer de nouveaux habitants, ce qui était sûrement d'ailleurs le cas.
Ces privilèges étaient de trois sortes :
- des allègements fiscaux,
- des mesures judiciaires,
- des mesures honorifiques.

Tous ces avantages donnés aux habitants, l'égalité pour ce qui est de la distribution des terres et la quasi-égalité juridique dont bénéficient les nouveaux bourgeois peuvent faire apparaître les bastides comme des terres de liberté et d'égalité. Mais elles n'avaient pas du tout ce but-là. Elles ne cherchaient pas à remettre en cause le droit féodal, ni à créer un désordre. Il ne s'agit que d'ajustements locaux afin d'améliorer le rendement économique et fiscal de terres sous-exploitées.
Si les habitants paraissent libres, ils ne jouissent en fait que d'un régime économiquement libéral. S’ils paraissent égaux, ce n'est qu'une égalité des chances à leur installation. De toute façon, l'inégalité et l'absence de libertés individuelles proviennent surtout de l'état de la société médiévale.
Pour permettre l'établissement de ces privilèges, les bastides ont dû refuser l'établissement en elles de classes ayant déjà des obligations ou privilèges, incompatibles avec ceux-ci. Ainsi, les serfs, les nobles et les religieux sont interdits d’installation dans la ville[réf. nécessaire]. Certains petits nobles vont préférer troquer leur titre de noblesse contre celui plus lucratif de bourgeois et faire don de leurs terres à la bastide. Si les hommes et les femmes ont des statuts différenciés, on remarque que les femmes possèdent une pleine capacité juridique dès lors qu'elles sont chef de famille (veuves) : elles contractent, achètent, vendent, testent, administrent des commerces, votent pour élire les consuls.
Les lépreux ne sont pas bienvenus dans les bastides. Des léproseries les accueillent dans quelques bastides, mais ils sont de toute façon exclus de la société. Ils sont obligés de porter un insigne montrant qu'ils sont malades et ils doivent vivre à part des personnes saines. La législation de la Gascogne entre 1290 et 1326 dit même : « Dans les bastides ou nouveaux villages où ne se trouve pas une léproserie, les lépreux ne peuvent recevoir l'aumône. »
Les juifs ne font pas l'objet de mesures explicites d'exclusion des bastides, mais il n'est pas non plus prévu de quartier particulier qui leur permettrait d'y vivre en communauté religieuse séparée, comme c'est le cas avec les judearia dans les anciennes villes (avant leur bannissement du royaume à partir de 1306 par Philippe le Bel). D'autre part, il faut garder à l'esprit que la cohésion sociale de ces villes nouvelles qui rassemblent des familles étrangères de provenances diverses est fondée sur la paroisse catholique et sur le calendrier des fêtes religieuses.

### Cérémonie de fondation
Pour célébrer la fondation d'une bastide, une manifestation est organisée par le fondateur sur le site choisi en réunissant les représentants du (ou des) fondateur(s) et les notables. Évêques, notaires, juges et seigneurs locaux s'y retrouvent avec des gens du peuple, ces derniers étant le plus souvent les futurs habitants de la bastide fondée. Lors de cette cérémonie - appelée fixatio pal -, un long pieux – le pal - avec les armoiries du fondateur, est planté dans le sol. Cet événement est cité dans plusieurs textes fondateurs de l'époque, comme des contrats de paréage. C'est l'occasion aussi de faire lecture publique à voix haute de la charte de coutumes (quand elle existe à ce moment-là) à la population présente. Des crieurs publics continuent cette lecture dans la campagne environnante de la bastide, pour informer les absents ou les indécis.

### La «commercialisation»
La bastide est conçue comme un projet socialement, politiquement et économiquement attractif. Des « aboyeurs » en vantent les mérites dans les pays alentour afin d’assurer un peuplement rapide ce qui ne sera pas toujours le cas pour des raisons qui sont à ce jour inconnues. Cela entraînera d’ailleurs l’arrêt ou l’avortement de certains projets. À vocation agricole et économique (artisanat et foires), elles devaient aussi assurer la prospérité des nouveaux habitants, appelés les poblans.

## Administration des bastides

### La municipalité
Si les castelnaux étaient administrés par les seigneurs selon un droit héréditaire et les sauvetés par les abbayes, les bastides sont dotées d'une administration « paritaire » octroyée par les féodaux, seigneurs et/ou abbés. C'est là une façon d'anticiper les revendications du « mouvement communal » qui est né avec les revendications des tenants des anciennes guildes de gérer eux-mêmes la cité dès le XIe siècle. Les premières chartes urbaines connues sont celle de Huy en Wallonie en 1066 et celle de Saint Omer à peu près à la même époque.
La gestion de la bastide relève à la fois des représentants du pouvoir féodal et des habitants à savoir :
- les consuls, nommés par les fondateurs pour un an. Leur renouvellement se fait ensuite soit par cooptation, c'est-à-dire par le vote des consuls précédents, soit par le suffrage universel, mais à deux niveaux. Les consuls forment un conseil, et sont chargés de l'administration de la cité, de sa mise en défense, de ses réparations et de ses améliorations. Au nombre moyen de six par bastide, les consuls sont choisis parmi les hommes dits « notables » dans la population de la bastide. Un certain nombre de candidats sont proposés par les consuls en exercice, avec un choix partiel pour le Sénéchal ;
- les jurés (ou jurats), plus particulièrement chargés de la basse justice et de la police, qu'il s'agisse de la voirie ou des métiers,
- le bayle (petit bailli local), représentant de l'autorité seigneuriale, ecclésiale ou royale selon l'origine de la bastide, est chargé de faire respecter les décisions prises au nom de l'autorité dont il dépend. Le bayle travaille en collaboration avec les consuls.

La nomination des consuls et du bayle s'accompagne d'une cérémonie officielle, au cours de laquelle les nouveaux représentants de la population prêtent serment devant elle, s'engageant à servir la communauté et ne recevoir aucun avantage de leur fonction.

### Le droit de basse justice
Là encore on assiste dans de nombreuses bastides à une évolution, avec par exemple, à l'instar du reste du royaume, l'abolition du duel. La possibilité de se défendre, la production de témoins, les enquêtes systématiques, la faculté de faire appel, sont autant de droits que l'on trouve dans toutes les bastides de l'époque.
De plus, les délits sont classés et jugés en fonction de leur importance dans les chartes de coutumes. Injures, vols, dettes, fraudes, violences et meurtres se voient attribuer des peines proportionnelles. Ces peines vont de simples amendes jusqu'à la prison et à la peine de mort. Mais le fait nouveau, là aussi, est la suppression des châtiments corporels, contrairement aux villes et villages environnants plus anciens. À Auch, on se fait couper l'oreille pour un vol ou percer la langue pour un blasphème. Dans une bastide voisine, pour les mêmes délits, il faut payer des amendes.
Autre particularité, les nobles se voient attribuer des peines plus lourdes qu'un simple habitant, en raison de leur statut, garant sans doute d'une exemplarité.

### La défense
La défense est à la charge des habitants qui, dans un premier temps, assurent la garde à tour de rôle. Puis cette astreinte devenant lourde, elle sera confiée à des gens d’armes payés par les habitants. C’est encore une innovation importante.

### La fiscalité
Le système mis en place est novateur. La charte de coutumes établit ainsi une égalité de droit et de justice pour tous et y compris en matière fiscale. Le Suzerain comme l’Église ne pourra plus exercer d’arbitraire en la matière, les droits qui lui sont redevables sont fixés par avance : le cens (redevance annuelle fixe sur le terrain et destinée au seigneur foncier) et la dîme (taxe d'un dixième de la production agricole nouvelle destinée à la paroisse). Viennent s'ajouter des exemptions de taxes comme les droits de quête, de taille et de gîte. Les habitants peuvent prélever leurs propres impôts pour la bastide.

### Droits des personnes
L’air de la ville rend libre dit le dicton de l’époque. L'incitation faite aux familles environnantes pour venir s'installer dans les bastides se concrétise avec l'octroi de liberté pour les serfs, chose exceptionnelle à l'époque. Il faut aussi y ajouter un droit de propriété ce qui permet aussi d'asseoir le développement économique en sécurisant la jouissance des locaux et leur gratuité. Les familles peuvent aussi avoir un four et donc échapper aux droits d'usage du four du seigneur.

## Situation auXIIesiècleet au début duXIIIesiècle

### Situation sociale
La société de l’époque est essentiellement rurale. Les paysages sont très individualisés. La terre est répartie en fiefs de tailles diverses. Les plus grands sont à l'époque le Périgord, le Quercy et le Rouergue présentant une unité toute relative. Les autres pays, surtout en Gascogne, sont nombreux du fait de leur petite étendue, gérés par d'innombrables seigneurs.
Toujours en Gascogne, mais aussi dans le sud du Périgord, les paysans migrent de quelques kilomètres lorsque la terre ou les forêts sont épuisées. Dans la région toulousaine au contraire, la terre est plus fertile et cultivée depuis l'antiquité. Des villes et villages antiques, avec de l'artisanat, contribuent à y enrichir une bourgeoisie locale.
Cette époque correspond cependant à une forte progression de la démographie, commencée vers l'an Mil. Ainsi la fondation de nouveaux villages cités plus bas, comme les castelnaux et les sauvetés apporte une première réponse à cette croissance de population. Dans le Sud-ouest, une émigration temporaire vers la Catalogne, la Navarre et l'Aragon s'ajoute au phénomène. Après une baisse de population entre 1180 et 1220, liée à la croisade des Albigeois, la natalité reprend rapidement et la création des bastides va répondre aux besoins nouveaux

### Situation juridique
Par ailleurs, un système de chartes se développe avant l'apparition des bastides. Il s'agit en fait de documents écrits où sont stipulés les droits et devoirs des habitants, les droits et devoirs de la commune et les redevances dont la population doit s'acquitter. Celle-ci préfère ce système moins arbitraire et de plus en plus de seigneurs adoptent des chartes. Dès le XIIe siècle, Auvillar et Montauban ont déjà des chartes de coutumes et des amorces de paréages, outils juridiques qui vont permettre et faciliter l'éclosion des bastides.
Pour J. Poumaride, historien du droit, « la pénétration du droit romain dans le bassin de la Garonne coïncide avec un grand mouvement d'affranchissement urbain et de création de bastides. Le principe de liberté individuelle que véhicule le droit romain est le ferment de cette éclosion urbaine acceptée par une féodalité méridionale peu cohérente ».

### Situation politique

Armes des comtes de Toulouse.

Le droit féodal est installé depuis plusieurs siècles. Après une période d'invasion et d'insécurité (Sarrasins, Vikings), les seigneurs chargés de la protection des plus faibles se mettent à construire des châteaux plus importants et plus défensifs. La féodalité a institué aussi les notions de vassalité et de suzeraineté. Ainsi tous ces seigneurs du Sud-Ouest de la France actuelle sont vassaux du roi de France, soit directement, soit par l'intermédiaire des grands féodaux, comme Raymond V, comte de Toulouse, ou Aliénor d'Aquitaine, duchesse d'Aquitaine, comtesse de Poitiers, et reine de France en épousant Louis VII.
Les seigneurs de l'époque sont de deux types :
Seigneurs laïcs
Nobles qui offrent la protection à la population vivant sur leur domaine. Pour être réellement dissuasifs face aux autres seigneurs voisins, ils doivent faire de grandes dépenses militaires (château, garnison). Ainsi, de nombreux châteaux sont construits dans la région. Autour de ceux-ci se développent des castelnaux, villages organisés autour du castrum central. On peut souvent encore aujourd'hui déduire l'origine de ces villages de la présence dans leur nom de mots tels que : castéra, castel ou castelnaud, comme les villages : Castéra-Verduzan, Castelsarrasin, Castelnaudary, Belcastel ou Castelnaud-la-Chapelle. Le site d'implantation est toujours défensif, souvent perché. Au centre du castelnau se trouve une tour, logis seigneurial et poste d'observation. Les maisons sont serrées autour formant rempart avec des rues tortueuses et placettes. Les castelnaux sont l'équivalent des mottes castrales au Nord de la Loire.
Seigneurs religieux
Hommes d'Église, leur rôle est aussi d'assurer la protection des populations, mais ils le font d'une manière différente. La sécurité est garantie par la dissuasion : la menace d'excommunication. En effet, les terres de l'Église et surtout les villages ayant le statut de sauvetés sont protégés en droit par la paix de Dieu. À l'entrée et aux carrefours les plus fréquentés de ces terres, appelées finages, est implantée une croix, marquant la limite d'un espace sacré. Lorsqu'on dépasse ces bornes, il faut déposer les armes. Les noms actuels de ces villages, aussi appelés sauvetés, reflètent aussi leur histoire, comme La Sauvetat ou des villages ayant pris le nom d'un saint. Sur le plan de l'urbanisme, les formes sont assez proches de celles des castelnaux. Les maisons se pressent autour du sanctuaire central car il s'agit du lieu véritablement inviolable. Dans ce sanctuaire, le clocher est généralement construit comme une tour de guet ou un donjon et souvent l'église est fortifiée. Une lourde porte, de petites ouvertures romanes, des murs épais avec contreforts ne sont pas un luxe dans ces temps troubles.

Carte politique en 1180

Un événement majeur va déterminer l'avenir politique de la région : le 18 mai 1152, deux mois après l'annulation de son mariage avec Louis VII roi de France, Aliénor duchesse d'Aquitaine se remarie avec Henri Plantagenêt, futur Henri II roi d'Angleterre. Par cette union, Aliénor apporte à son nouveau mari ses terres d'Aquitaine, qui s'étendent de la Loire aux Pyrénées. Le sud-ouest devient alors une terre de conflits entre les royaumes de France et d'Angleterre.
Il existe des liens familiaux entre les comtes de Toulouse et les dynasties française et anglaise : Raymond VII comte de Toulouse, a pour mère Jeanne d'Angleterre, fille d'Henri II et sœur de Richard Cœur de Lion, et a pour grand-mère paternelle, Constance de France, sœur de Louis VII, roi de France.

### Situation religieuse
Deux faits importants jalonnent cette époque. Tout d'abord, le Midi toulousain et le Languedoc voient s'établir et s'épanouir la doctrine cathare, qui trouve dans les conditions socio-culturelles de cette région un terreau favorable à son développement.
Et en 1121, le pape Calixte II fait de Saint-Jacques-de-Compostelle une ville sainte, presque à parité avec Jérusalem et Rome. Dès lors, l'Aquitaine et le midi toulousain se voient traverser par plusieurs chemins de pèlerinage. Dans les villes s'établissent des évêques et des monastères cisterciens s'implantent dans les campagnes. Les gens, très religieux, lèguent souvent à leur mort une partie de leurs terres à l'Église, qui devient vite une grande propriétaire terrienne.

## Périodes de fondation des bastides

### Période comtale (1222-1249)
Pour les historiens, la première bastide fondée fut celle de Cordes en 1222 par Raymond VII, comte de Toulouse. On a souvent préféré l'année 1144, année de fondation de Montauban par Alphonse Jourdain, comte de Toulouse, comme le début de l'ère des bastides. Mais la construction de Montauban est considérée aujourd'hui comme un événement isolé, certes exceptionnel et innovant (situation, plan organisé et privilèges accordés), mais sans autre lien que celui du modèle urbain, avec les fondations massives de bastides durant les deux siècles suivants. D'autres villages, comme Saint-Félix-Lauragais fondé en 1167 et Lauzerte fondé en 1194 pourraient prétendre au titre de « première bastide ». Cependant l'année 1222, année de fondation de Cordes, correspond mieux à un élan de construction, initié par le nouveau comte de Toulouse Raymond VII, bien que la qualification de Cordes comme bastide ne soit pas attestée. Par ailleurs, la fondation des bastides se place dans des traditions plus anciennes, d'abord antiques avec les fondations de colonies, ensuite médiévales avec des fondations de sauvetés initiées par Guillaume le Pieux ou Géraud d'Aurillac.

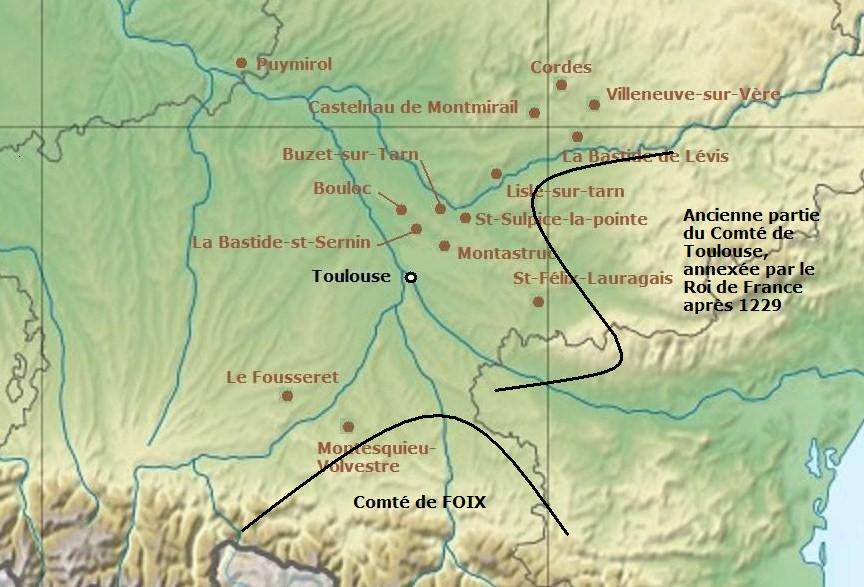
Carte des bastides fondées par Raymond VII entre 1222 et 1249.

La fin du XIIe siècle va correspondre à une période transitoire, débouchant sur les tragiques événements de la Croisade des Albigeois. Par leur opposition à la hiérarchie catholique et à la tolérance du comté de Toulouse, les Cathares s'attirent les foudres de l'Église catholique romaine, qui les condamne comme hérétiques. Cherchant à les éliminer, d'abord par le prêche et le débat doctrinal, l'Église Romaine va utiliser la force. Ainsi, la croisade contre les Albigeois, prêchée par Innocent III, est menée par Simon IV de Montfort commandant les barons et comtes du nord de la France à partir de 1209 durant une décennie. Le roi français Philippe-Auguste n'y prend pas part, trop occupé à combattre les Anglais en Normandie. Cette croisade a comme conséquence, outre le fait d'éliminer le catharisme, d'affaiblir les pouvoirs locaux des Comtes de Toulouse au profit des Capétiens s'établissant durablement dans la région. L'objectif est aussi de rattacher le comté de Toulouse à la couronne de France, pour ses richesses et sa position stratégique face aux terres aquitaines du roi d'Angleterre.
Toutefois en 1222, en pleine croisade contre les Cathares, à la succession de son père Raymond VI, Raymond VII comte de Toulouse cherche à affirmer son autorité en créant les premières bastides de Cordes et de Castelnau-de-Montmiral. Il les implante en Albigeois, terre meurtrie par la croisade.

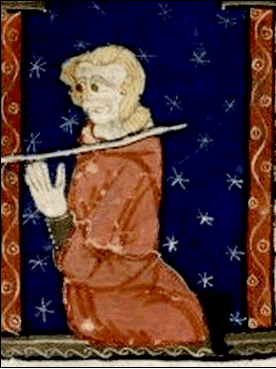
Raymond VII de Toulouse.

Mais le traité de Meaux-Paris en 1229 scelle le sort du comté de Toulouse. L'Albigeois est coupé en deux le long du Tarn, l'est du comté est réuni au domaine royal tandis que l'ouest reste au Comte de Toulouse Raymond VII. Ce traité prévoit aussi le mariage de la fille du comte de Toulouse, Jeanne, avec Alphonse de Poitiers, frère de saint Louis Roi de France, ainsi que l'annexion du reste du comté au royaume de France à la mort d'Alphonse de Poitiers. Le comté de Toulouse est donc voué à disparaître.
Cependant, après 1229, Raymond VII, malgré son pouvoir affaibli, continue l'essor des bastides en limite avec ses anciens fiefs, devenus désormais domaines royaux. Ces bastides sont fondées de préférence sur les routes entre Toulouse et Albi, avec Montauban comme limite au nord. On peut citer Labastide-de-Lévis, Villeneuve-sur-Vère, Lisle-sur-Tarn ou encore Buzet-sur-Tarn. Quelques fondations excentrées de l'Albigeois constituent une minorité, pour contrecarrer le comte de Foix (Montesquieu-Volvestre, Le Fousseret).

### Période alphonsine (1249-1271)
À la mort de Raymond VII en 1249, Alphonse de Poitiers, frère de Louis IX, devient comte de Toulouse. Pendant ses vingt ans de règne (1250-1270), Alphonse de Poitiers fonde cinquante-quatre bastides.

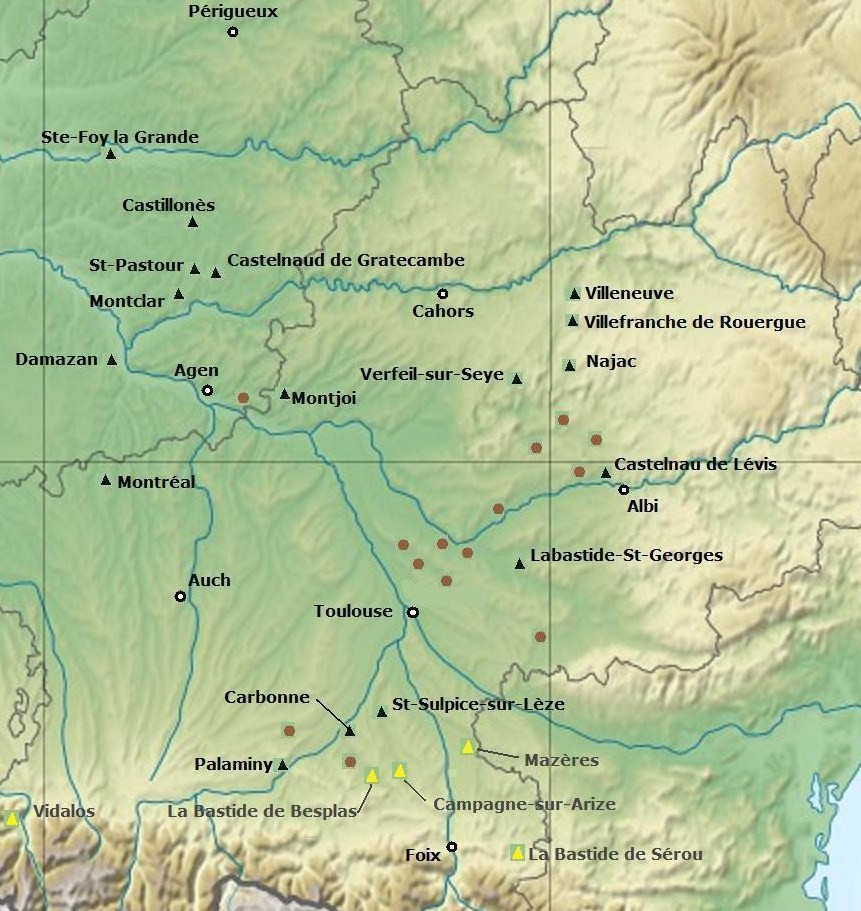
Carte des bastides fondées par Alphonse de Poitiers entre 1250 et 1259 (triangles noirs).

Cet effort de fondations correspond à une évolution politique dans la région. En effet, en litige avec le roi d'Angleterre, duc d'Aquitaine à l'ouest pour l'Agenais et le comte de Foix au sud du comté, Alphonse de Poitiers a une volonté de colonisation des larges vallées au sud de Toulouse et vers Agen. Dans ces deux régions « frontières », il décide la construction de nouvelles bastides, à l'instar de Montréal-du-Gers en 1255. La même année, la fondation de Sainte-Foy-la-Grande, si près de Bordeaux, fait figure de provocation pour le roi d'Angleterre.
Simon V de Montfort, qui gérait pour le compte de son roi les affaires en Aquitaine, et très au fait des constructions réalisées sur les territoires de France, fit ériger, dès la fin 1249, tout près de la rive droite au Nord de Bordeaux, à Cubzac, sur un plateau haut et très étendu, une fortification au plan en bastide, l'un des premiers exemples anglais dans cette région. Elle se trouvait sur la Marche anglaise bordant la rive droite de la Dordogne, non loin des terres dont les seigneurs étaient réputés fidèles aux français. Cependant, pour plusieurs raisons, cette tentative de bastide anglaise de Cubzac fut rapidement un échec économique.
Un autre Traité de Paris en 1259 calme provisoirement la situation politique, en reconnaissant aux Plantagenêt la possession de Bordeaux, du Périgord et de la Gascogne. Cependant, ce traité prévoit dans une clause particulière que l'Agenais et le Quercy ne reviendront au roi d'Angleterre qu'après la mort de Jeanne de Toulouse sans descendance. Profitant de cette situation, Alphonse de Poitiers continue après le traité la création de bastides dans lesdites régions, comme Castillonnès, Villeréal, et Eymet.
À cette époque commence aussi à se dessiner un axe de communication important entre Toulouse et Paris vers Cordes et Villefranche-de-Rouergue. Il s'agit également de création politique à la suite de l'arrivée des Capétiens dans la région. Ainsi, la construction de Villefranche-de-Rouergue en 1252 répond à la nécessité pour Alphonse d'installer son pouvoir en Rouergue, face aux anciennes cités, telles Najac, restées fidèles à la dynastie raymondine.
Plus au sud, vers le piémont pyrénéen, Alphonse de Poitiers lance la fondation de bastides en limite du comté de Foix : Carbonne, Palaminy, Saint-Sulpice-sur-Lèze, Villeneuve-de-Rivière ou encore Gaillac-Toulza. Il assure ainsi sa frontière du sud face au comte de Foix « expansionniste » et au comte de Comminges « turbulent ».

### Période sénéchale (1271-1294)
Alphonse de Poitiers meurt en 1271, ainsi que sa femme Jeanne de Toulouse, sans doute à cause d'une fièvre contractée à Carthage. Ce couple est sans descendance. Le comté de Toulouse est définitivement rattaché au royaume de France et c'est donc le sénéchal du roi, Eustache de Beaumarchès qui préside désormais à la gestion des terres du comté.

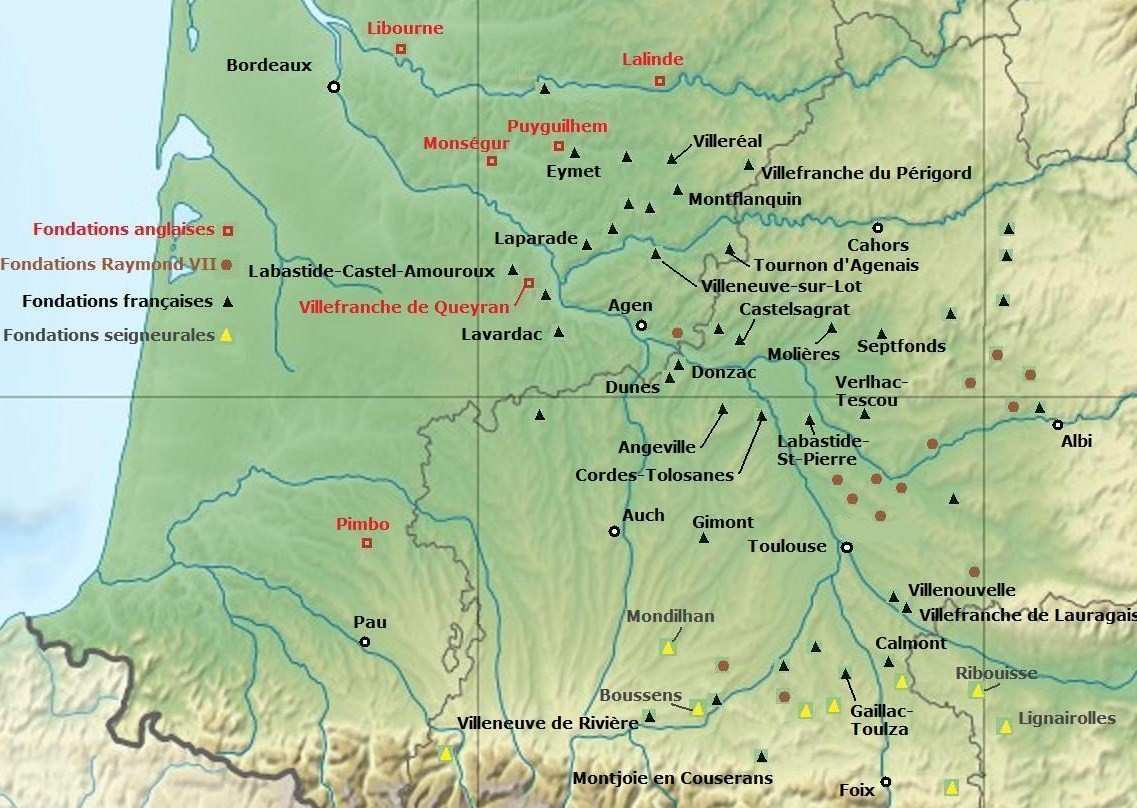
Carte des bastides existantes en 1271.

De même, le roi d'Angleterre Henri III meurt en novembre 1272. Début 1273, Édouard Ier, son fils, est sacré roi d'Angleterre et s'empresse de revenir de terre sainte.
La même année, le sud-ouest est partagé de manière presque égale entre les deux rois. L'ouest et le nord-ouest sont aux mains des Anglais, l'est et le sud aux Français. La Gascogne constitue la région frontalière entre la France et le roi-duc. Les seigneurs locaux cherchent à rester autonomes en passant d'un camp à l'autre.
Les terres anglaises, surtout du nord-ouest, vont se couvrir de bastides. Les anciennes ont été fondées par la France, les nouvelles par l'Angleterre. Sur ces terres peu sûres, les bastides sont placées sur des sites défensifs à proximité de cours d'eau, voies de transport en temps de paix.
À la fin de cette troisième période, le Lot et la Dordogne seront assez uniformément recouverts de bastides, le long des cours d'eau.
Du côté toulousain, Eustache de Beaumarchès fonde des bastides suivant une auréole autour de la métropole qui s'interrompt au sud-est. Dans l'Albigeois et la vallée de la Garonne, il intensifie l'implantation de bastides pour y consolider le pouvoir français.
Enfin, en Gascogne orientale, il existe de nombreux comtés. En effet, il s'agit d'une région cloisonnée par le relief qui n'intéressait pas Alphonse de Poitiers. Les bastides qu'Eustache y fonde sont un moyen pour lui d'infiltrer la région, face aux Anglais.

### De 1295 à 1373
La fin du XIIIe siècle est marquée politiquement par une tension croissante entre l'Angleterre et la France. En effet, la guerre de Gascogne éclate en 1292. À la suite d'une querelle de marins à Bayonne pour des raisons de territoires de pêche, les Anglais mettent à sac La Rochelle et sa région. Le roi de France Philippe le Bel convoque Édouard Ier roi d'Angleterre pour s'expliquer de cette félonie. Un accord est obtenu par l'occupation temporaire du duché d'Aquitaine par les Français, avec la livraison d'officiers anglais responsables du sac charentais, mais le roi de France installe ses troupes dans le duché.
En 1294, le roi Édouard envoie une armée en Guyenne et récupère dès 1295 des villes comme Blaye, La Réole ou encore Bayonne. Par l'offensive de Charles de Valois, frère de Philippe le Bel, les Français prennent l'Agenais en 1295. Une trêve est imposée aux belligérants par le pape Boniface VIII, malgré le refoulement complet des Anglais de l'Aquitaine par Robert d'Artois. La paix de Montreuil en juin 1299 et le Traité de Paris du 20 mai 1303 rend à l'Angleterre beaucoup de ses terres dévastées par cette guerre, prémices de la guerre de Cent Ans.
Ainsi durant cette période d'antagonisme franco-anglais, et après la mort d'Eustache de Beaumarchès, la majorité des bastides construites le sont au sud-ouest de l'espace aquitain. Elles sont le fruit d'initiatives anglaises et seigneuriales. Le roi de France y participe peu. Les implantations de bastides dans les régions déjà couvertes s'intensifient, tandis qu'apparaissent des bastides dans le Lauragais et entre l'Ariège et l'Agout, ces dernières pour assurer le contrôle des relations entre Toulouse et le Languedoc.
Le début de la guerre de Cent Ans en 1337 donne un coup d'arrêt à la fondation des bastides. Moins d'une dizaine vont dès lors sortir de terre, celle de Labastide-d'Anjou dans l'Aude terminera en 1373 ce grand élan d'urbanisation du Moyen Âge.

## Un projet politique innovant

### Le contexte
Vers l'an Mil, en raison d'une démographie croissante qui s'explique par la paix relative qui permet à nouveau les échanges et le développement économique, un grand mouvement de développement des villes se produit dans toute l'Europe. En Catalogne, on fonde des villasnovas. Outre-Rhin, on crée les Gründungstädte, et l'Italie voit surgir les borghi nuovi. L'Europe centrale n'est pas en reste avec de nombreuses fondations en Pologne actuelle et en Bohème. En pays de langue d’Oïl, dans le Nord de la France, on construit des Neuville, des Neuvillette, des Villefranche... En pays d'Oc, débute l'essor des castelnaux, des sauvetés et des bastides. La construction de ces dernières va être un mouvement d'une ampleur inégalée et surtout planifié et organisé. Il convient donc pour comprendre la spécificité des bastides de se reporter aux villes du Moyen Âge pour en distinguer ce qui les rejoint et ce qui en diffère.
Il convient de considérer le contexte global pour mesurer l’originalité que représente la bastide. Avant le décollement économique qui marque le début du second millénaire, la création d’établissements nouveaux existait déjà et en Occitanie, il s’agit principalement des castelnaux et des sauvetés. Les castelnaux sont des villages construits autour du château ou de la maison forte du seigneur qui offre la protection des remparts de son habitation. En retour il bénéficie d’un renforcement de son système défensif et aussi de forces d’appoint souvent armées seulement de pic de bois épointés et durcis au feu. Le pouvoir religieux n’est pas en reste mais ne peut offrir la protection des armes, aussi les sauvetés et leurs habitants sont-ils protégés par la « paix de Dieu » qui envoie dans les flammes de l’Enfer tous ceux qui viennent troubler la tranquillité de ces villages. Les moines bénéficient d’une main d'œuvre nécessaire pour défricher les forêts et cultiver les champs et les habitants des sauvetés sont aussi relativement à l’abri des famines grâce aux greniers des monastères et abbayes dont dépendent les sauvetés. En pays d’Oïl les villages aussi sont créés autour des mottes castrales avec des basses cours où les paysans se réfugient en cas de besoin. Les burgus se développent aussi plutôt à proximité des abbayes dès l’an Mil comme en 1007 pour le bourg monastique Beaulieu-lès-Loches en Touraine. L’implantation prend souvent comme point de départ un hameau existant. Le développement de cette urbanisation est réalisé sans projet préétabli et sans modèle. La caractéristique de ces nouveaux établissements est l’irrégularité de leurs rues.
L’innovation qui apparaît avec la bastide est quintuple:
- il s’agit de la création souvent ex nihilo d’un établissement dont la décision est explicite et est dans un nombre important prise conjointement entre deux autorités, l’une laïque et l’autre religieuse (abbé ou évêque). Notons que souvent abbés et évêques appartiennent aux mêmes grandes familles régnant sur le territoire.
- il s’agit d’un mode d’organisation politique et économique novateur dont témoignent notamment les coutumiers ou chartes des coutumes ;
- le plan adopté pour la nouvelle cité part d’un modèle unique distinct du modèle gallo-romain qui avait été développé en France et en Europe et malgré des variantes locales et les nécessaires adaptations aux sites ;
- l’implantation des bastides traduit une véritable stratégie de développement du territoire avec les regroupements de population et leur redistribution en fonction d’impératifs politiques comme la mise en valeur de nouveaux territoires, la création de ports fluviaux, la création de points défensifs… L’implantation des bastides de part et d’autre (par exemple de part et d’autre de la Garonne et de la Blaïse) marque les enjeux territoriaux avec l’Angleterre qui détient la Guyenne.
- Il faut aussi noter que le modèle est propre au Sud-ouest et que son intérêt est tel qu’il est utilisé aussi dans les zones d’influence de l’Angleterre, de la France et de celle des comtes occitans de Toulouse, Albi et Foix.

### Les raisons du choix du modèle des bastides
Le point de vue sémantique atteste de la nouveauté du phénomène puisqu’il a fallu le désigner par un mot nouveau – bastida a novo – qui n’existait pas et qui est emprunté à la langue provençale. Il ne semble pas y avoir de références antérieures et ce n’est qu’à partir de la Renaissance que vont apparaître des plans « conceptuels » de villes idéales comme celui de Sforzinda tiré du traité de Filarete (vers 1465).
L'urbaniste et sociologue François-Xavier Tassel, à partir d'une analyse urbaine fondée sur la sémiologie de l'espace, voit dans les bastides une réponse politique et sociale originale, de réorganisation des territoires du Sud-ouest sur la base d'un projet politique novateur qui prend en compte notamment une réponse en partie influencée par le catharisme. Le projet mis en place par le seigneur ou l'abbé voire les deux par le contrat de paréage, est un projet fini dont la « commercialisation » se fait par des « aboyeurs » qui ratissent les campagnes alentour. Le système quelque peu unique en son genre prévoit des lots ou terrains à bâtir rigoureusement de la même surface sur[Quoi ?] qui laisse présupposer une approche « égalitaire » de la société locale et surtout une égalité de l'imposition dont les règles sont connues à l'avance, ce qui est une novation pour l'époque. Initialement, le plan ne prévoit l'implantation d'une église et encore moins le cimetière qui est censé l'entourer selon les règles de l'époque. Cela peut traduire l’influence cathare d'une religion sans lieu de culte. Certes des édifices religieux vont être réalisés par la suite tantôt au milieu de la place tantôt dans un îlot proche comme à Sainte-Foy-la-Grande. Cependant l'analyse urbaine et parcellaire montre alors que l'édifice n'y avait pas initialement sa place. L’espace urbain, à défaut d’être laïc est neutre, c’est-à-dire sans référence explicite à un pouvoir quelconque, laïc ou religieux.
La construction de ces bastides, pour tenter d'en comprendre l'originalité du modèle, est à comparer notamment avec la création des villes « a nouevo » dans le reste de ce qui devient la France et que la toponymie rend facilement repérable : neuville, neuvillette, francheville, bourg neuf... Les seuls modèles similaires concernent une poignée de villes en Tchécoslovaquie et en Pologne sans qu’il y ait d’explication sauf à y rechercher un lien éventuel avec le bogomilisme ou le manichéisme. Le lien existe sur le plan religieux comme le montre le colloque de Mazamet en 2009, mais ce n’est pas suffisant pour en conclure une influence sur les princes qui décidèrent la construction de ces villes.
Une autre explication qui vient se cumuler avec la précédente, serait aussi pour François-Xavier Tassel, que la création de ces nouveaux établissements et surtout les règles de gestion proposées traduiraient la volonté des pouvoirs locaux d’échapper au mouvement de l'émancipation communale qui prend vigueur à la même époque. Cela conduit donc à l'attribution de chartes et de franchises réclamées par les habitants des villes qu'ils soient bourgeois ou artisans et aussi leur volonté de se soustraire à l'arbitraire du pouvoir féodal ou abbatial et à leurs impôts.
Le modèle adopté pour la bastide est complexe et traduit une vision projetée de la société locale d’autant plus qu’il n’y a pas encore d’habitant et toute planification présuppose un objectif préalablement déterminé. Ce n’est qu'un acte technique justifié par les seules considérations techniques ou contextuelles[Quoi ?]. Le plan de la bastide présuppose donc une volonté délibérée sur la nature même de la société qu’il entend accueillir et développer.

### La régularité
Le modèle adopté est dit « régulé » pour reprendre le terme approprié. Il s’agit d’une approche conceptuelle qui a une finalité que les compagnons et maîtres d’œuvre nomment, dans leurs anciennes chartes, « harmonie » et cette harmonie est fondée sur la « géométrie » car « tout est nombre » comme le dit Pythagore et « tout est dans l’Un » disent les compagnons après Platon. Aussi la « régularité » apparaît dès le Moyen Âge portée par les maîtres d’œuvre de chantiers en chantiers. La ville dès ses origines semble faire l’objet de tracés régulateurs. Le carnet de Philibert Delorme vient confirmer la présence de cette notion de tracé régulateur et aussi sa dimension symbolique.
L'harmonie semble être aussi recherchée au travers une composition rigoureuse qui met en œuvre une géométrie utilisant notamment le nombre d'or comme le montre l'architecte-urbaniste Philippe Panerai. L'analyse des urbanistes pose la question de l'origine d'un tel modèle qui est en rupture avec le schéma classique gréco-romain dans la mesure où la place centrale n'est pas à l'intersection de deux voies majeures que sont le cardo et le decumanus majores chez les Romains. Par ailleurs l'accès à cette place par d'étroites cornières pose la question de l'utilité de ladite place à des fins économiques dans la mesure où elle interdisait l'accès par exemple aux charrettes et charriots. Par ailleurs, le lieu primitif du marché (mercatou) comme l'attestent à l'examen certains cadastres, est mentionné hors les limites de la cité.
Philippe Panerai montre comment le tracé de la bastide obéit à une géométrie stricte mais aussi se réfère aux nombres d’or ce qui viendrait confirmer la recherche de l’harmonie que confèreraient ces canons. Cette thèse est aussi reprise dans l’ouvrage d’Alain Muret et consorts.

### Les concepteurs
La question se pose alors de l’origine et de la réalisation d’un tel modèle. Faute d’éléments concrets il est possible d’émettre quelques hypothèses et d’en réfuter d’autres.
Certains, dans des démonstrations maladroites, tentent d'accréditer la thèse d'un urbanisme gothique qui apparaîtrait avec les bastides. Cela soulève alors la question de la spécificité du modèle de la bastide et de sa zone d'influence sachant qu'aucune bastide n'a été construite (dans cette période) dans l'aire de la langue d'oïl ni ailleurs en dehors du sud-ouest de la France. Et modèle il y a au regard de son application systématique dans le Sud-ouest y compris pour des extensions urbaines comme pour Libourne. La question est alors techniquement double : d'où vient ce modèle et qui a pu le tracer. Au-delà et c'est sans doute le plus important, c'est d'essayer de connaître les raisons et les finalités de ce modèle si particulier.
Alcide Curie-Seimbres écrivit en 1880 des bastides qu'«on croit voir de grands potagers distribués en carreaux et desservis par des allées droites». En effet, les bastides sont très ordonnées orthogonalement. Cela rompt fortement avec les formes romaines des villes que les contemporains pouvaient observer dans les villes des environs.
D’autres tentent encore d’accréditer une influence orientale liée aux Croisades, mais il n’y a pas de modèle de ce genre dans le Moyen-Orient ni dans les pays traversés pour se rendre à Jérusalem. Par ailleurs les Croisés étaient avant tout des paysans affamés recrutés pour les besoins de la cause.

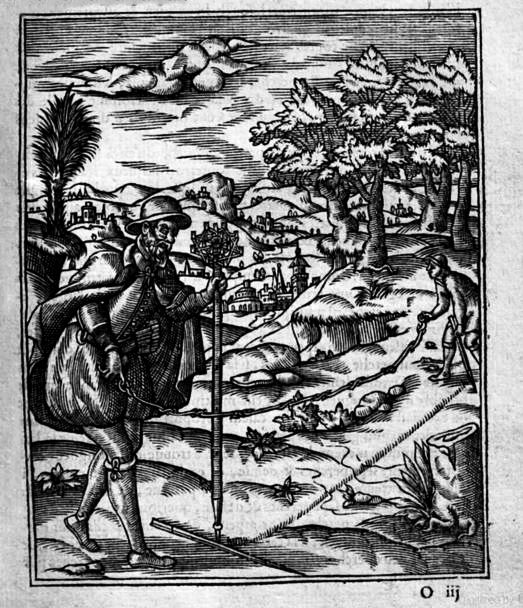
Arpenteur - 1553.

Il n'y a pas d'urbanistes médiévaux et la profession de géomètre n'apparaîtra que beaucoup tard avec les arpenteurs-jurés au XVe siècle. On peut éventuellement faire un rapprochement avec la diffusion du plan type dit de l'abbaye de Saint Gall (en Suisse) du IXe siècle qui organise l'abbaye autour d'un cloître. Cette hypothèse peut être éventuellement confirmée par le fait que les moines qui n'étaient ni maîtres d'œuvre ni arpenteurs, possédaient la science géométrique suffisante pour établir ou faire établir des plans complexes et d'une grande rigueur sans les instruments d'optique (qui apparaissent au XVIIe siècle). L'historien médiéviste Jean Gimpel (1918-1996) montre parfaitement quelle fut l'implication des moines dans la commande de leurs constructions et aussi que certains d'entre eux furent effectivement de véritables maîtres d'œuvre. On peut avancer aussi comme piste d'explication, la présence éventuelle des Compagnons présents sur les grands chantiers de l'époque et qui voyagent à travers toute l'Europe, diffusant un art du trait qui sera la base de la « géométrie pratique » ou « art du trait » utilisée dans les tracés et notamment ceux d'importance. Il est possible aussi que se rendant à St Jacques de Compostelle comme à la Sainte Baume, qu'ils traversèrent la zone. On sait par ailleurs que leurs compétences furent requises par les Templiers pour la construction de leurs ouvrages.
On pourrait rechercher une inspiration romaine avec Vitruve (90 av. J.-C. - 20 apr. J.-C.). Ce dernier est célèbre pour son ouvrage De architectura qui ne sera redécouvert et diffusé qu'au XVIe siècle. Il n'évoque d'ailleurs en rien l'art de bâtir les villes. Les autres influences possibles pourraient être les maîtres d'œuvre comme Villard de Honnecourt (1200-1250) qui fut avant un compagnon, maître d'œuvre, dont son « carnet de croquis mnémotechniques » laisse à penser qu'il voyagea sur de nombreux chantiers en Europe. Toutefois les réalisations qui lui sont attribuées sont peu nombreuses : il travailla à la construction de l'abbaye cistercienne de Vaucelles et il édifia vers 1235 à Košice en Hongrie la cathédrale dédiée à sainte Élisabeth de Hongrie. Cependant la diffusion du savoir propre aux Compagnons reste limitée à leur cercle car leur savoir-faire, la source de leur économie, reste secret. La première diffusion est faite par Philibert Delorme (1514-1570) descendant d'une longue lignée de compagnons lyonnais et lui aussi maître d'œuvre. Il a été ordonné prêtre afin de pouvoir être rémunéré par des charges ecclésiastiques. Il fut notamment abbé de Saint Serge à Angers et Prieur de Saint Nicolas à Villepreux. Ce n'est qu'en 1576 seulement qu'il publie le Tome I de son Traité d'architecture. Il ne pourra jamais éditer la suite car il avait prévu dix volumes. Ce qui montre que l'heure n'était pas encore à la diffusion. Il semble donc difficile de faire un lien entre les éléments « dévoilés » par Villard de Honnecourt et destinés à rester personnels pour les raisons indiquées ci-avant et l'émergence d'un éventuel urbanisme gothique. Notons qu'à la même époque de nombreuses villes nouvelles se construisent à travers l'Europe et qu'en dehors des dessins à échelle réduite, la réalité est, sur de grands espaces comme celui d'une Cité de plusieurs hectares, beaucoup moins régulière. Avancer l'existence d'un « urbanisme » gothique à l'instar de l'architecture gothique pose de nombreuses questions non résolues. L'architecture gothique est le fruit d'une approche empirique par de nombreux maîtres d'œuvre sur une période longue à partir du XIIe siècle et dont l'influence ne semble pas attestée en pays d'Oc.

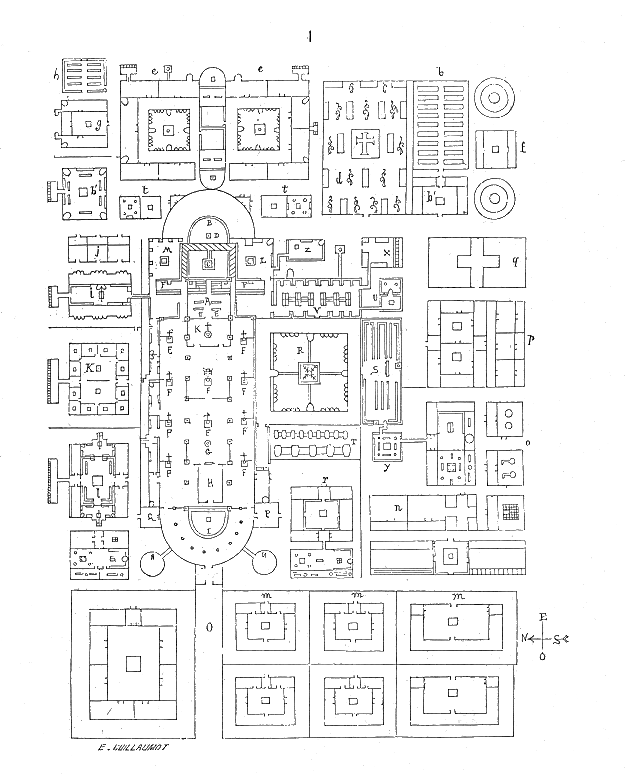
Plan de l'abbaye idéale dit plan de Saint Gall
Vers 880.

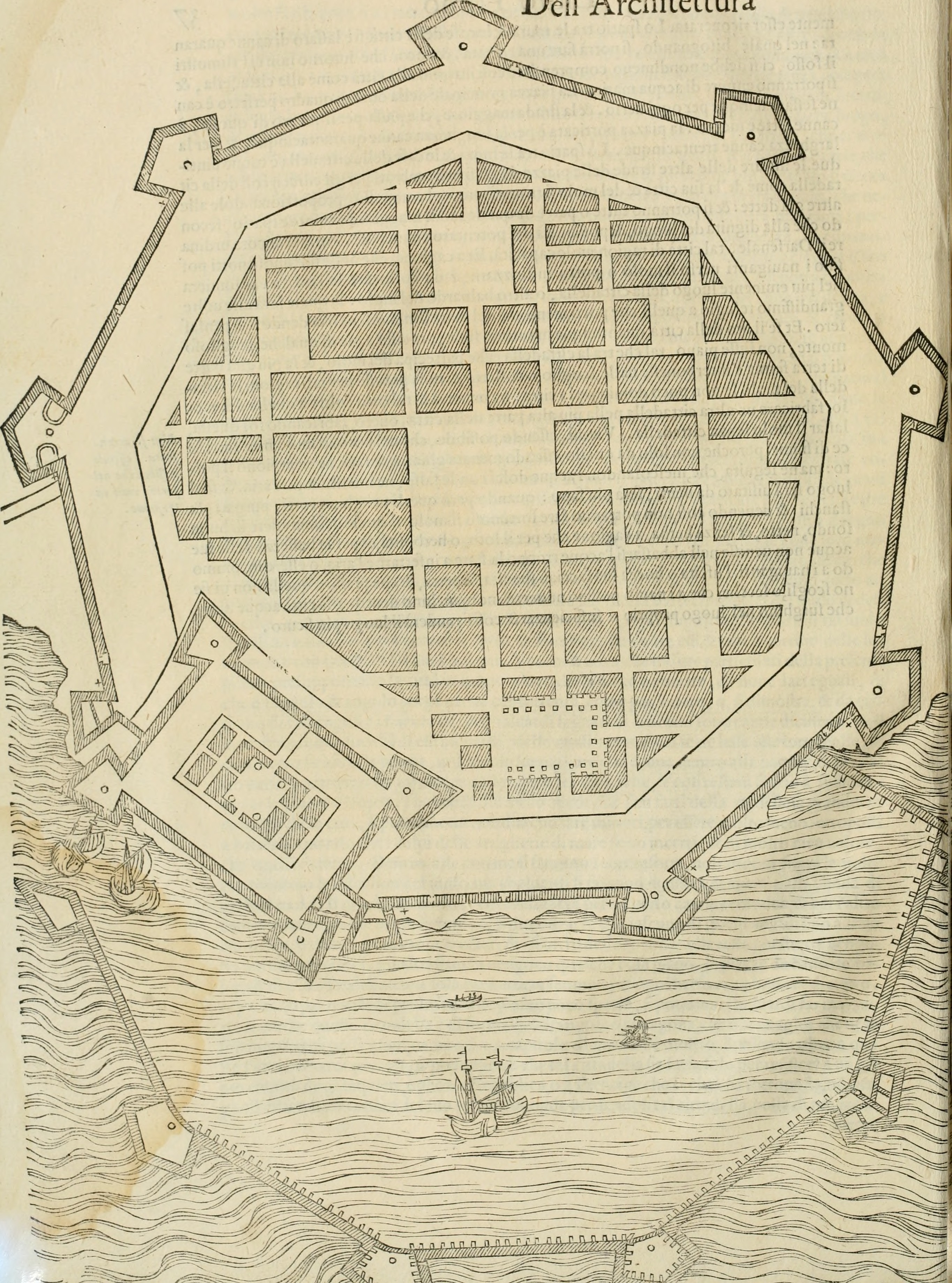
Plan de ville idéale de la Renaissance sur la base du principe romain
Pietro Cataneo - Archittvra - 1567.

L'essence même de l'urbanisme apparaît est symbolique[Quoi ?], tout comme pour les villes antiques grecques et romaines et tout à la fois symbolique et politique, traduisant par là le projet des habitants pour leur Cité comme y invite Platon (428-348 av.JC) notamment avec son Timée. Depuis Aristote (384-322) l'homme est aussi un « animal politique » (zoon politikon) et la Cité, dans sa conception, son évolution et sa gestion est la préoccupation des citoyens. C'est ainsi que naît la démocratie. Dans la seconde partie du Moyen Âge et son essor économique, les habitants des villes renouent avec cette volonté de gérer et défendre ensemble la chose commune qu'est la Cité. Cela explique l'émergence du mouvement des révoltes communales dès le XIe siècle. Sous l'influence de l'Église aussi bien séculière que régulière les arts et les techniques se développent en même temps que les moyens financiers ce qui entrainera d'ailleurs de nombreuses réactions allant jusqu'au schisme pour les Cathares. Il faut noter à ce titre la critique virulente d'une Église qui ignore les pauvres de François d'Assise ou celle de Pierre de Vaux ou Valdes (1140-1217), riche tisserand lyonnais et les vaudois. Le gothique est pour une large part lié à un autre courant que va illustrer Suger (1081-1151), l'abbé réformateur de l'abbaye de Saint Denis. Ce courant va largement reposer sur la pensée scolastique comme le montre l'historien de l'art Erwin Panowsky et comme le reprend et le développe l'architecte et chercheur Patrizio Ceccarini. Il faut aussi noter que nous ne sommes pas là dans la même zone d'influence culturelle et linguistique et qu'il y a peu de constructions de cathédrale gothique en Pays d'Oc, pays où la contestation est tout à la fois religieuse avec les Cathares et politique avec la résistance au développement du royaume de France. À l'inverse dans le pays de langue d'Oil, il n'y a aucune bastide. Le lien avec les évolutions culturelles et religieuses de l'époque est peut-être à faire à un autre niveau et notamment avec l'institution de la « démocratie » au sein même des abbayes à commencer par celle de Hugues abbé de Cluny en 1060. C'est une novation dans le monde institutionnel de l'époque qui ne peut laisser indifférents ceux qui veulent s'émanciper de la tutelle féodale. Il convient aussi de tenir compte de la « régularité » telle qu'elle émerge au Moyen Âge comme le montre bien l'historien Michel Bouttier. C'est sans doute là la source la plus sûre pour trouver des filiations certaines. Les moines et les cisterciens notamment vont aussi construire leurs abbayes sur le modèle idéal dit de Saint Gall (en Suisse) qui s'organise autour d'un cloître.
Il semble qu'il y ait des arpentins capables d'effectuer les tracés comme le rapporte l'acte de fondation de Villefranche d'Astrac : « ...à un jour fixé, la bastide est dessinée sur le sol, au cordeau, dans tous ses détails : ses rues droites, parallèles et perpendiculaires les unes aux autres, aboutissent les unes aux autres et laissent au milieu de la place un vaste quadrilatère... ». Pour matérialiser le tracé, on plaçait des bornes, on creusait des fossés, et parfois, on dressait une palissade en bois pour délimiter le contour. Généralement, un procès-verbal d’arpentage officialisait le partage. Toutefois rien ne précise qui étaient ces arpentins ni d'où ils venaient car de tels tracés n'occupaient son homme à plein et une vie professionnelle durant. L'hypothèse là encore de compagnons et de maîtres d'œuvre est plausible d'autant qu'il fallait ensuite construire les maisons et notamment celles autour de la place qui furent peut être primitivement en pierre.
L’originalité de la bastide ne vient pas des progrès techniques, mais d'une réflexion qui vise à la fois à en faire un modèle attractif fondé sur la « paix sociale » et l'égalitarisme comme les abbayes développeront celui de la "paix de Dieu" à la même époque et aussi une technique de tracé totalement nouvelle dont seuls les maîtres d’œuvre avaient le secret.

## Évolution des bastides
Certaines bastides vont connaître dès leur fondation un essor très rapide. D'autres, au contraire, ont une progression plus lente, voire difficile. Ainsi, certains fondateurs vont même jusqu'à donner des amendes (six ans après la fondation) aux nouveaux habitants n'ayant toujours pas construit ou fini leur maison sur le terrain attribué.

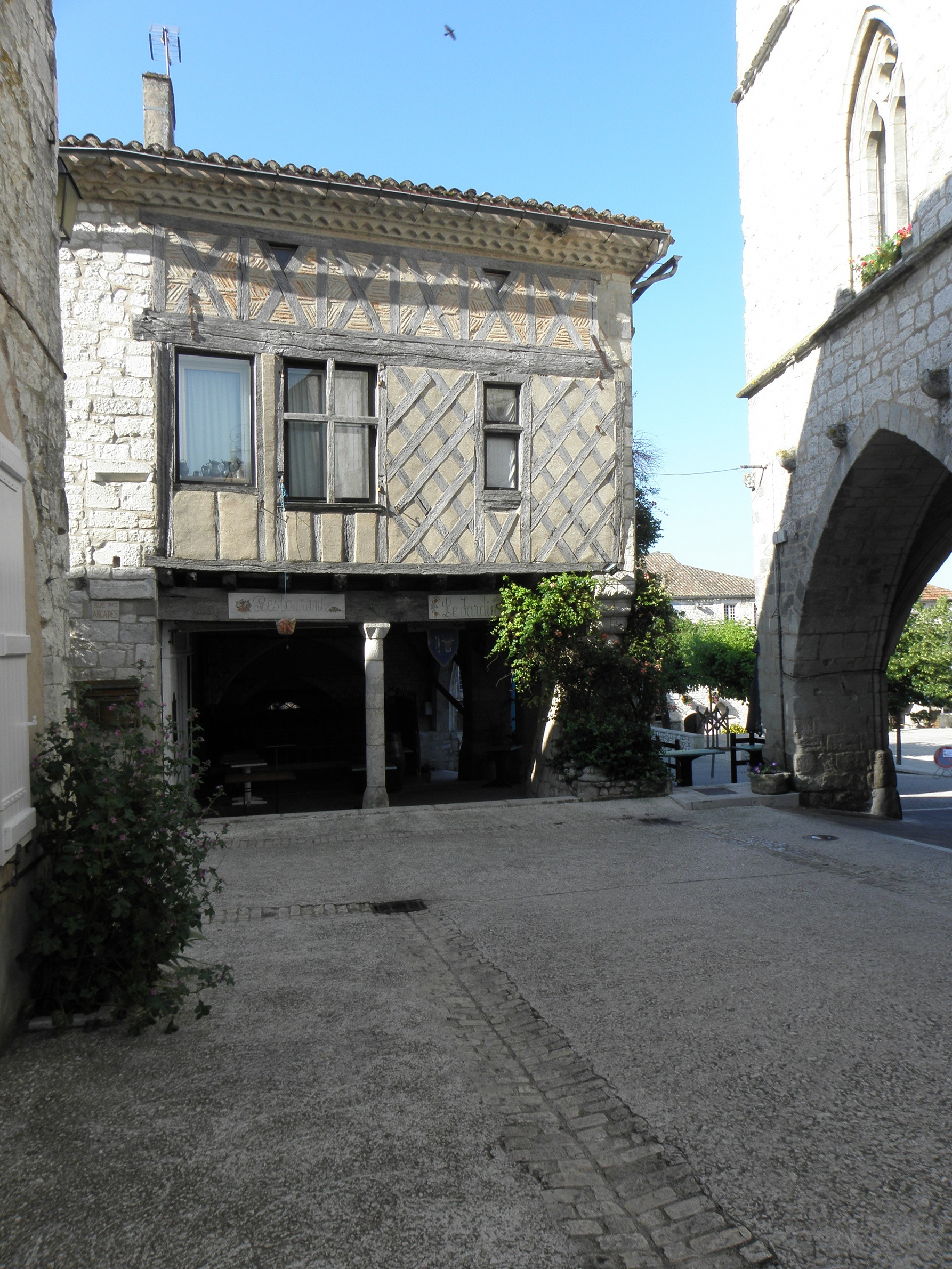
Monflanquin. Cornière et juxtaposition des architectures.

Globalement les bastides ont connu trois périodes de développement ou de mutation durant la période médiévale :
- Dès l'origine, un bon nombre de bastides disparaît, faute de nouveaux habitants ou faute à un trop grand nombre[Quoi ?] de projets en concurrence. Les « rescapées » connaissent une croissance agricole et commerciale qui contribue aux mutations profondes dans l'organisation du Sud-ouest.
- Puis la guerre de Cent Ans et la persistance de l'insécurité obligent les bastides à s'équiper de murailles. Les plus lentes dans cette course à l'équipement défensif sont rayées de la carte, au fil de la guerre.
- Lorsque le calme revient, la région connaît une prospérité inégale. La bourgeoisie s'affirme et c'est l'âge de l'ouverture des « grands chemins ». Ceux-ci favorisent les bastides implantées le long de ces routes.

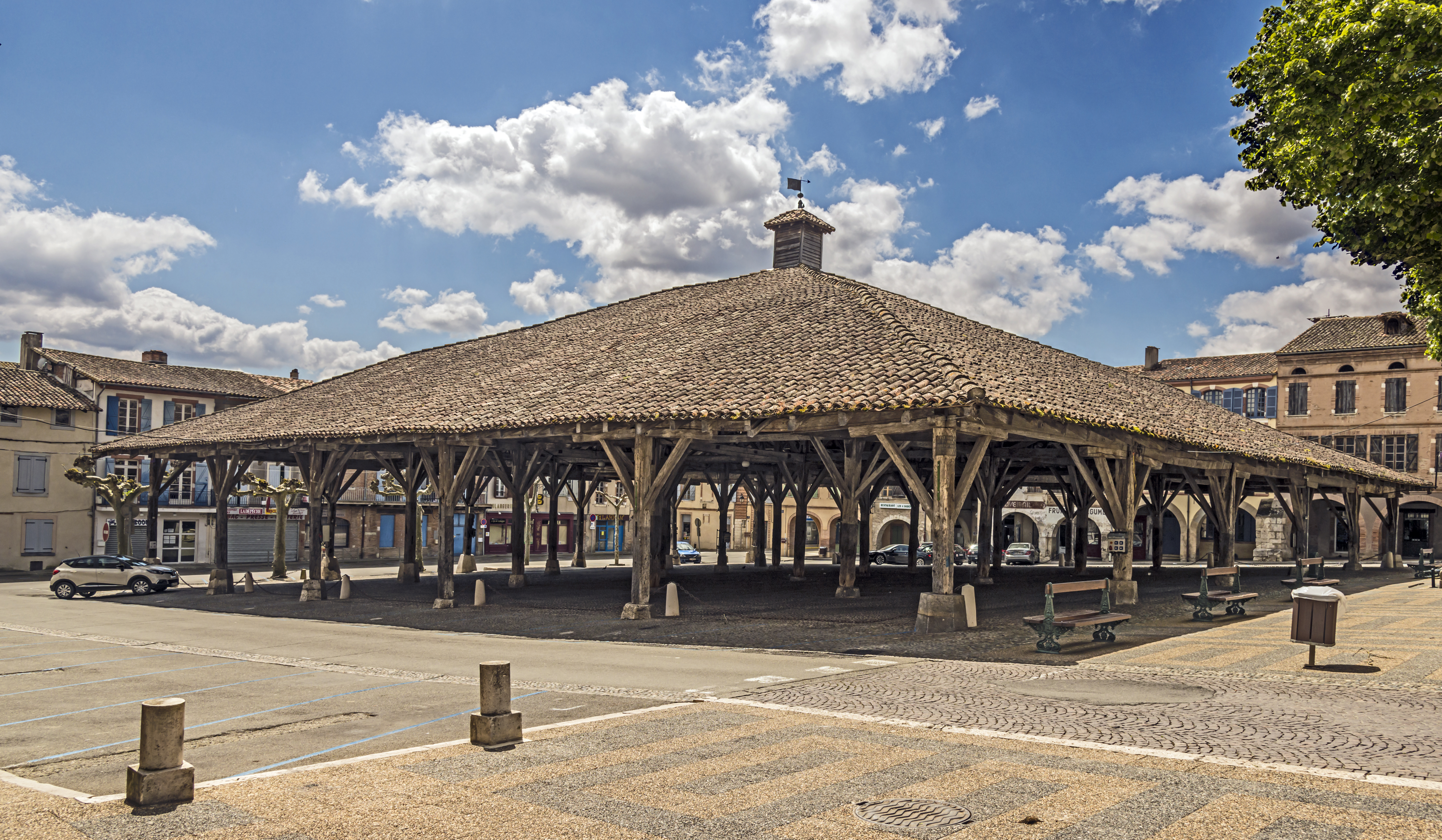
Bastide de Beaumont-de-Lomagne. La halle construite en 1430 occupe la majeure partie de la place.

Il est remarquable que les bastides aient été en constante évolution du point de vue des constructions tout en respectant les éléments urbanistiques de base : la trame urbaine et aussi le parcellaire, ce que Philippe Paneraï appelle la « persistance typologique ». Cela traduit, entre autres, l'intérêt d'un tel modèle qui a su rester flexible en conservant l'essentiel. La place publique a aussi été conservée, mais il faut noter cependant des modifications déjà anciennes pour un certain nombre de cas afin notamment de la rendre accessible aux charrettes surtout quand y fut construite une halle ou une église. L'arrivée de l'automobile n'arrangea pas les choses et elle devint alors un vaste parking. Néanmoins la tendance est désormais d'en faire un espace piéton comme cela fut sa vocation initiale, une zone essentielle au développement de la convivialité qui forge la Cité. Le progrès moderne avec l'arrivée du chemin de fer, la création de zones d'activités, la construction d'équipements publics se fit hors du périmètre initial de la bastide. Au XIXe siècle, quelques hôtels de ville firent leur apparition à l'intérieur du périmètre de la bastide.
Deux questions se posent en dehors de celles évoquées précédemment :
- quelles sont les raisons du maintien d'un tel modèle quelque peu contraignant à travers plus de huit siècles alors qu'aujourd'hui on détruit grands ensembles et lotissements construits après la Seconde Guerre mondiale ?
- que reste-t-il de la philosophie qui a prévalu à la création des bastides ?

Sans doute y a-t-il un lien entre les deux car il y a toujours une interaction entre le lieu et sa pratique. Mais les études manquent pour apporter à ce jour des réponses certaines.

## Liste de bastides
Cette liste (non exhaustive) comprend des villes nouvelles régulières qui ont été fondées dans le sud-ouest de la France au Moyen Âge et qui sont considérées comme des bastides.